# Llista d'asteroides (294001-295000)
Llista d'asteroides del 294.001 al 295.000, amb data de descoberta i descobridor. És un fragment de la llista d'asteroides completa. Als asteroides se'ls dona un número quan es confirma la seva òrbita, per tant apareixen llistats aproximadament segons la data de descobriment.

## 294001-294100
| Nom    | Designació provisional | Data de descobriment | Lloc de descobriment | Descobridor/s     |
| ------ | ---------------------- | -------------------- | -------------------- | ----------------- |
| 294001 | 2007 TM87              | 8 d'octubre de 2007  | Mount Lemmon         | Mt. Lemmon Survey |
| 294002 | 2007 TR88              | 8 d'octubre de 2007  | Kitt Peak            | Spacewatch        |
| 294003 | 2007 TN89              | 17 d'abril de 1996   | Kitt Peak            | Spacewatch        |
| 294004 | 2007 TE93              | 6 d'octubre de 2007  | Kitt Peak            | Spacewatch        |
| 294005 | 2007 TO94              | 7 d'octubre de 2007  | Catalina             | CSS               |
| 294006 | 2007 TD95              | 7 d'octubre de 2007  | Catalina             | CSS               |
| 294007 | 2007 TL95              | 7 d'octubre de 2007  | Catalina             | CSS               |
| 294008 | 2007 TN95              | 7 d'octubre de 2007  | Catalina             | CSS               |
| 294009 | 2007 TV95              | 7 d'octubre de 2007  | Kitt Peak            | Spacewatch        |
| 294010 | 2007 TW95              | 7 d'octubre de 2007  | Kitt Peak            | Spacewatch        |
| 294011 | 2007 TQ99              | 8 d'octubre de 2007  | Mount Lemmon         | Mt. Lemmon Survey |
| 294012 | 2007 TC100             | 8 d'octubre de 2007  | Mount Lemmon         | Mt. Lemmon Survey |
| 294013 | 2007 TE100             | 8 d'octubre de 2007  | Mount Lemmon         | Mt. Lemmon Survey |
| 294014 | 2007 TV102             | 8 d'octubre de 2007  | Mount Lemmon         | Mt. Lemmon Survey |
| 294015 | 2007 TG103             | 8 d'octubre de 2007  | Mount Lemmon         | Mt. Lemmon Survey |
| 294016 | 2007 TZ108             | 7 d'octubre de 2007  | Catalina             | CSS               |
| 294017 | 2007 TK109             | 7 d'octubre de 2007  | Catalina             | CSS               |
| 294018 | 2007 TX111             | 8 d'octubre de 2007  | Catalina             | CSS               |
| 294019 | 2007 TY112             | 8 d'octubre de 2007  | Catalina             | CSS               |
| 294020 | 2007 TN113             | 8 d'octubre de 2007  | Anderson Mesa        | LONEOS            |
| 294021 | 2007 TQ114             | 8 d'octubre de 2007  | Catalina             | CSS               |
| 294022 | 2007 TT121             | 6 d'octubre de 2007  | Kitt Peak            | Spacewatch        |
| 294023 | 2007 TU121             | 6 d'octubre de 2007  | Kitt Peak            | Spacewatch        |
| 294024 | 2007 TK122             | 6 d'octubre de 2007  | Kitt Peak            | Spacewatch        |
| 294025 | 2007 TH123             | 6 d'octubre de 2007  | Kitt Peak            | Spacewatch        |
| 294026 | 2007 TD124             | 6 d'octubre de 2007  | Kitt Peak            | Spacewatch        |
| 294027 | 2007 TR124             | 6 d'octubre de 2007  | Kitt Peak            | Spacewatch        |
| 294028 | 2007 TT125             | 6 d'octubre de 2007  | Kitt Peak            | Spacewatch        |
| 294029 | 2007 TO126             | 6 d'octubre de 2007  | Kitt Peak            | Spacewatch        |
| 294030 | 2007 TF127             | 6 d'octubre de 2007  | Kitt Peak            | Spacewatch        |
| 294031 | 2007 TY127             | 6 d'octubre de 2007  | Kitt Peak            | Spacewatch        |
| 294032 | 2007 TG128             | 6 d'octubre de 2007  | Kitt Peak            | Spacewatch        |
| 294033 | 2007 TZ128             | 6 d'octubre de 2007  | Kitt Peak            | Spacewatch        |
| 294034 | 2007 TE129             | 6 d'octubre de 2007  | Kitt Peak            | Spacewatch        |
| 294035 | 2007 TY129             | 6 d'octubre de 2007  | Kitt Peak            | Spacewatch        |
| 294036 | 2007 TP130             | 7 d'octubre de 2007  | Kitt Peak            | Spacewatch        |
| 294037 | 2007 TH131             | 7 d'octubre de 2007  | Mount Lemmon         | Mt. Lemmon Survey |
| 294038 | 2007 TP131             | 7 d'octubre de 2007  | Mount Lemmon         | Mt. Lemmon Survey |
| 294039 | 2007 TW131             | 7 d'octubre de 2007  | Mount Lemmon         | Mt. Lemmon Survey |
| 294040 | 2007 TH132             | 7 d'octubre de 2007  | Mount Lemmon         | Mt. Lemmon Survey |
| 294041 | 2007 TN133             | 7 d'octubre de 2007  | Mount Lemmon         | Mt. Lemmon Survey |
| 294042 | 2007 TF135             | 8 d'octubre de 2007  | Kitt Peak            | Spacewatch        |
| 294043 | 2007 TT135             | 8 d'octubre de 2007  | Kitt Peak            | Spacewatch        |
| 294044 | 2007 TP138             | 9 d'octubre de 2007  | Catalina             | CSS               |
| 294045 | 2007 TN140             | 9 d'octubre de 2007  | Mount Lemmon         | Mt. Lemmon Survey |
| 294046 | 2007 TU140             | 9 d'octubre de 2007  | Mount Lemmon         | Mt. Lemmon Survey |
| 294047 | 2007 TY142             | 15 d'octubre de 2007 | Dauban               | Chante-Perdrix    |
| 294048 | 2007 TZ146             | 6 d'octubre de 2007  | Socorro              | LINEAR            |
| 294049 | 2007 TC148             | 7 d'octubre de 2007  | Socorro              | LINEAR            |
| 294050 | 2007 TX150             | 9 d'octubre de 2007  | Socorro              | LINEAR            |
| 294051 | 2007 TO151             | 9 d'octubre de 2007  | Socorro              | LINEAR            |
| 294052 | 2007 TN152             | 9 d'octubre de 2007  | Socorro              | LINEAR            |
| 294053 | 2007 TU153             | 9 d'octubre de 2007  | Socorro              | LINEAR            |
| 294054 | 2007 TW154             | 9 d'octubre de 2007  | Socorro              | LINEAR            |
| 294055 | 2007 TF155             | 9 d'octubre de 2007  | Socorro              | LINEAR            |
| 294056 | 2007 TV155             | 9 d'octubre de 2007  | Socorro              | LINEAR            |
| 294057 | 2007 TA156             | 9 d'octubre de 2007  | Socorro              | LINEAR            |
| 294058 | 2007 TE156             | 9 d'octubre de 2007  | Socorro              | LINEAR            |
| 294059 | 2007 TP157             | 9 d'octubre de 2007  | Socorro              | LINEAR            |
| 294060 | 2007 TY158             | 9 d'octubre de 2007  | Socorro              | LINEAR            |
| 294061 | 2007 TM164             | 11 d'octubre de 2007 | Socorro              | LINEAR            |
| 294062 | 2007 TX165             | 11 d'octubre de 2007 | Socorro              | LINEAR            |
| 294063 | 2007 TM168             | 12 d'octubre de 2007 | Socorro              | LINEAR            |
| 294064 | 2007 TF169             | 12 d'octubre de 2007 | Socorro              | LINEAR            |
| 294065 | 2007 TU169             | 12 d'octubre de 2007 | Socorro              | LINEAR            |
| 294066 | 2007 TX169             | 12 d'octubre de 2007 | Socorro              | LINEAR            |
| 294067 | 2007 TK170             | 12 d'octubre de 2007 | Socorro              | LINEAR            |
| 294068 | 2007 TR173             | 4 d'octubre de 2007  | Kitt Peak            | Spacewatch        |
| 294069 | 2007 TA176             | 5 d'octubre de 2007  | Kitt Peak            | Spacewatch        |
| 294070 | 2007 TW176             | 6 d'octubre de 2007  | Kitt Peak            | Spacewatch        |
| 294071 | 2007 TK177             | 6 d'octubre de 2007  | Kitt Peak            | Spacewatch        |
| 294072 | 2007 TN177             | 6 d'octubre de 2007  | Kitt Peak            | Spacewatch        |
| 294073 | 2007 TB180             | 7 d'octubre de 2007  | Mount Lemmon         | Mt. Lemmon Survey |
| 294074 | 2007 TE180             | 7 d'octubre de 2007  | Kitt Peak            | Spacewatch        |
| 294075 | 2007 TN180             | 8 d'octubre de 2007  | Mount Lemmon         | Mt. Lemmon Survey |
| 294076 | 2007 TW180             | 8 d'octubre de 2007  | Anderson Mesa        | LONEOS            |
| 294077 | 2007 TZ184             | 13 d'octubre de 2007 | Gaisberg             | R. Gierlinger     |
| 294078 | 2007 TV185             | 13 d'octubre de 2007 | Socorro              | LINEAR            |
| 294079 | 2007 TM186             | 13 d'octubre de 2007 | Socorro              | LINEAR            |
| 294080 | 2007 TT187             | 14 d'octubre de 2007 | Socorro              | LINEAR            |
| 294081 | 2007 TK189             | 4 d'octubre de 2007  | Mount Lemmon         | Mt. Lemmon Survey |
| 294082 | 2007 TZ191             | 7 de juny de 2002    | Palomar              | NEAT              |
| 294083 | 2007 TC193             | 6 d'octubre de 2007  | Kitt Peak            | Spacewatch        |
| 294084 | 2007 TO195             | 7 d'octubre de 2007  | Mount Lemmon         | Mt. Lemmon Survey |
| 294085 | 2007 TZ197             | 8 d'octubre de 2007  | Kitt Peak            | Spacewatch        |
| 294086 | 2007 TU200             | 8 d'octubre de 2007  | Kitt Peak            | Spacewatch        |
| 294087 | 2007 TX204             | 8 d'octubre de 2007  | Mount Lemmon         | Mt. Lemmon Survey |
| 294088 | 2007 TR205             | 9 d'octubre de 2007  | Mount Lemmon         | Mt. Lemmon Survey |
| 294089 | 2007 TP211             | 7 d'octubre de 2007  | Kitt Peak            | Spacewatch        |
| 294090 | 2007 TY212             | 7 d'octubre de 2007  | Kitt Peak            | Spacewatch        |
| 294091 | 2007 TE213             | 7 d'octubre de 2007  | Kitt Peak            | Spacewatch        |
| 294092 | 2007 TR213             | 7 d'octubre de 2007  | Kitt Peak            | Spacewatch        |
| 294093 | 2007 TJ216             | 7 d'octubre de 2007  | Kitt Peak            | Spacewatch        |
| 294094 | 2007 TF217             | 7 d'octubre de 2007  | Kitt Peak            | Spacewatch        |
| 294095 | 2007 TR217             | 7 d'octubre de 2007  | Kitt Peak            | Spacewatch        |
| 294096 | 2007 TV217             | 7 d'octubre de 2007  | Kitt Peak            | Spacewatch        |
| 294097 | 2007 TQ218             | 7 d'octubre de 2007  | Kitt Peak            | Spacewatch        |
| 294098 | 2007 TD225             | 11 d'octubre de 2007 | Mount Lemmon         | Mt. Lemmon Survey |
| 294099 | 2007 TO226             | 8 d'octubre de 2007  | Kitt Peak            | Spacewatch        |
| 294100 | 2007 TR226             | 8 d'octubre de 2007  | Kitt Peak            | Spacewatch        |

## 294101-294200
| Nom    | Designació provisional | Data de descobriment | Lloc de descobriment | Descobridor/s     |
| ------ | ---------------------- | -------------------- | -------------------- | ----------------- |
| 294101 | 2007 TG227             | 8 d'octubre de 2007  | Kitt Peak            | Spacewatch        |
| 294102 | 2007 TZ227             | 8 d'octubre de 2007  | Kitt Peak            | Spacewatch        |
| 294103 | 2007 TC230             | 8 d'octubre de 2007  | Mount Lemmon         | Mt. Lemmon Survey |
| 294104 | 2007 TA231             | 8 d'octubre de 2007  | Kitt Peak            | Spacewatch        |
| 294105 | 2007 TF231             | 8 d'octubre de 2007  | Kitt Peak            | Spacewatch        |
| 294106 | 2007 TR231             | 8 d'octubre de 2007  | Kitt Peak            | Spacewatch        |
| 294107 | 2007 TP232             | 8 d'octubre de 2007  | Kitt Peak            | Spacewatch        |
| 294108 | 2007 TB233             | 8 d'octubre de 2007  | Kitt Peak            | Spacewatch        |
| 294109 | 2007 TD233             | 8 d'octubre de 2007  | Kitt Peak            | Spacewatch        |
| 294110 | 2007 TR233             | 8 d'octubre de 2007  | Kitt Peak            | Spacewatch        |
| 294111 | 2007 TP234             | 8 d'octubre de 2007  | Kitt Peak            | Spacewatch        |
| 294112 | 2007 TJ235             | 9 d'octubre de 2007  | Kitt Peak            | Spacewatch        |
| 294113 | 2007 TL237             | 9 d'octubre de 2007  | Mount Lemmon         | Mt. Lemmon Survey |
| 294114 | 2007 TQ237             | 9 d'octubre de 2007  | Mount Lemmon         | Mt. Lemmon Survey |
| 294115 | 2007 TL241             | 7 d'octubre de 2007  | Mount Lemmon         | Mt. Lemmon Survey |
| 294116 | 2007 TB244             | 8 d'octubre de 2007  | Catalina             | CSS               |
| 294117 | 2007 TU246             | 9 d'octubre de 2007  | Catalina             | CSS               |
| 294118 | 2007 TW246             | 9 d'octubre de 2007  | Catalina             | CSS               |
| 294119 | 2007 TS250             | 11 d'octubre de 2007 | Mount Lemmon         | Mt. Lemmon Survey |
| 294120 | 2007 TC253             | 8 d'octubre de 2007  | Mount Lemmon         | Mt. Lemmon Survey |
| 294121 | 2007 TZ259             | 10 d'octubre de 2007 | Mount Lemmon         | Mt. Lemmon Survey |
| 294122 | 2007 TH261             | 10 d'octubre de 2007 | Kitt Peak            | Spacewatch        |
| 294123 | 2007 TL264             | 11 d'octubre de 2007 | Kitt Peak            | Spacewatch        |
| 294124 | 2007 TR266             | 9 d'octubre de 2007  | Kitt Peak            | Spacewatch        |
| 294125 | 2007 TY267             | 9 d'octubre de 2007  | Kitt Peak            | Spacewatch        |
| 294126 | 2007 TB268             | 9 d'octubre de 2007  | Kitt Peak            | Spacewatch        |
| 294127 | 2007 TL268             | 9 d'octubre de 2007  | Kitt Peak            | Spacewatch        |
| 294128 | 2007 TR270             | 9 d'octubre de 2007  | Kitt Peak            | Spacewatch        |
| 294129 | 2007 TZ271             | 9 d'octubre de 2007  | Kitt Peak            | Spacewatch        |
| 294130 | 2007 TU272             | 9 d'octubre de 2007  | Kitt Peak            | Spacewatch        |
| 294131 | 2007 TF274             | 11 d'octubre de 2007 | Kitt Peak            | Spacewatch        |
| 294132 | 2007 TQ274             | 11 d'octubre de 2007 | Kitt Peak            | Spacewatch        |
| 294133 | 2007 TH277             | 11 d'octubre de 2007 | Mount Lemmon         | Mt. Lemmon Survey |
| 294134 | 2007 TS282             | 8 d'octubre de 2007  | Mount Lemmon         | Mt. Lemmon Survey |
| 294135 | 2007 TO289             | 12 d'octubre de 2007 | Mount Lemmon         | Mt. Lemmon Survey |
| 294136 | 2007 TU289             | 12 d'octubre de 2007 | Catalina             | CSS               |
| 294137 | 2007 TA291             | 13 d'octubre de 2007 | Mount Lemmon         | Mt. Lemmon Survey |
| 294138 | 2007 TA294             | 9 d'octubre de 2007  | Mount Lemmon         | Mt. Lemmon Survey |
| 294139 | 2007 TL301             | 12 d'octubre de 2007 | Kitt Peak            | Spacewatch        |
| 294140 | 2007 TN301             | 12 d'octubre de 2007 | Kitt Peak            | Spacewatch        |
| 294141 | 2007 TM302             | 12 d'octubre de 2007 | Kitt Peak            | Spacewatch        |
| 294142 | 2007 TT303             | 12 d'octubre de 2007 | Anderson Mesa        | LONEOS            |
| 294143 | 2007 TA311             | 11 d'octubre de 2007 | Kitt Peak            | Spacewatch        |
| 294144 | 2007 TC313             | 11 d'octubre de 2007 | Mount Lemmon         | Mt. Lemmon Survey |
| 294145 | 2007 TY314             | 12 d'octubre de 2007 | Kitt Peak            | Spacewatch        |
| 294146 | 2007 TF317             | 12 d'octubre de 2007 | Kitt Peak            | Spacewatch        |
| 294147 | 2007 TL317             | 12 d'octubre de 2007 | Kitt Peak            | Spacewatch        |
| 294148 | 2007 TR318             | 12 d'octubre de 2007 | Kitt Peak            | Spacewatch        |
| 294149 | 2007 TQ321             | 14 d'octubre de 2007 | Mount Lemmon         | Mt. Lemmon Survey |
| 294150 | 2007 TY327             | 11 d'octubre de 2007 | Kitt Peak            | Spacewatch        |
| 294151 | 2007 TA328             | 11 d'octubre de 2007 | Kitt Peak            | Spacewatch        |
| 294152 | 2007 TR331             | 11 d'octubre de 2007 | Kitt Peak            | Spacewatch        |
| 294153 | 2007 TB334             | 11 d'octubre de 2007 | Kitt Peak            | Spacewatch        |
| 294154 | 2007 TS334             | 11 d'octubre de 2007 | Kitt Peak            | Spacewatch        |
| 294155 | 2007 TX335             | 12 d'octubre de 2007 | Kitt Peak            | Spacewatch        |
| 294156 | 2007 TH337             | 13 d'octubre de 2007 | Catalina             | CSS               |
| 294157 | 2007 TO339             | 8 d'octubre de 2007  | Mount Lemmon         | Mt. Lemmon Survey |
| 294158 | 2007 TQ350             | 14 d'octubre de 2007 | Mount Lemmon         | Mt. Lemmon Survey |
| 294159 | 2007 TS352             | 14 d'octubre de 2007 | Mount Lemmon         | Mt. Lemmon Survey |
| 294160 | 2007 TP357             | 13 d'octubre de 2007 | Kitt Peak            | Spacewatch        |
| 294161 | 2007 TQ357             | 13 d'octubre de 2007 | Kitt Peak            | Spacewatch        |
| 294162 | 2007 TV358             | 14 d'octubre de 2007 | Mount Lemmon         | Mt. Lemmon Survey |
| 294163 | 2007 TE364             | 14 d'octubre de 2007 | Mount Lemmon         | Mt. Lemmon Survey |
| 294164 | 2007 TT365             | 9 d'octubre de 2007  | Mount Lemmon         | Mt. Lemmon Survey |
| 294165 | 2007 TH369             | 11 d'octubre de 2007 | Kitt Peak            | Spacewatch        |
| 294166 | 2007 TL369             | 11 d'octubre de 2007 | Mount Lemmon         | Mt. Lemmon Survey |
| 294167 | 2007 TV369             | 12 d'octubre de 2007 | Catalina             | CSS               |
| 294168 | 2007 TY369             | 12 d'octubre de 2007 | Goodricke-Pigott     | R. A. Tucker      |
| 294169 | 2007 TD374             | 14 d'octubre de 2007 | Mount Lemmon         | Mt. Lemmon Survey |
| 294170 | 2007 TX376             | 11 d'octubre de 2007 | Catalina             | CSS               |
| 294171 | 2007 TL381             | 14 d'octubre de 2007 | Kitt Peak            | Spacewatch        |
| 294172 | 2007 TA387             | 12 d'octubre de 2007 | Kitt Peak            | Spacewatch        |
| 294173 | 2007 TJ387             | 13 d'octubre de 2007 | Kitt Peak            | Spacewatch        |
| 294174 | 2007 TC388             | 13 d'octubre de 2007 | Mount Lemmon         | Mt. Lemmon Survey |
| 294175 | 2007 TU388             | 13 d'octubre de 2007 | Catalina             | CSS               |
| 294176 | 2007 TW389             | 13 d'octubre de 2007 | Kitt Peak            | Spacewatch        |
| 294177 | 2007 TY390             | 14 d'octubre de 2007 | Mount Lemmon         | Mt. Lemmon Survey |
| 294178 | 2007 TG391             | 15 d'octubre de 2007 | Kitt Peak            | Spacewatch        |
| 294179 | 2007 TC392             | 15 d'octubre de 2007 | Catalina             | CSS               |
| 294180 | 2007 TP392             | 15 d'octubre de 2007 | Catalina             | CSS               |
| 294181 | 2007 TA395             | 15 d'octubre de 2007 | Kitt Peak            | Spacewatch        |
| 294182 | 2007 TJ398             | 15 d'octubre de 2007 | Mount Lemmon         | Mt. Lemmon Survey |
| 294183 | 2007 TV398             | 15 d'octubre de 2007 | Kitt Peak            | Spacewatch        |
| 294184 | 2007 TV399             | 15 d'octubre de 2007 | Kitt Peak            | Spacewatch        |
| 294185 | 2007 TB401             | 14 d'octubre de 2007 | Mount Lemmon         | Mt. Lemmon Survey |
| 294186 | 2007 TD401             | 14 d'octubre de 2007 | Mount Lemmon         | Mt. Lemmon Survey |
| 294187 | 2007 TQ403             | 15 d'octubre de 2007 | Kitt Peak            | Spacewatch        |
| 294188 | 2007 TV406             | 15 d'octubre de 2007 | Catalina             | CSS               |
| 294189 | 2007 TR410             | 14 d'octubre de 2007 | Catalina             | CSS               |
| 294190 | 2007 TS411             | 14 d'octubre de 2007 | Catalina             | CSS               |
| 294191 | 2007 TD412             | 14 d'octubre de 2007 | Catalina             | CSS               |
| 294192 | 2007 TK413             | 15 d'octubre de 2007 | Anderson Mesa        | LONEOS            |
| 294193 | 2007 TQ414             | 15 d'octubre de 2007 | Catalina             | CSS               |
| 294194 | 2007 TO418             | 7 d'octubre de 2007  | Kitt Peak            | Spacewatch        |
| 294195 | 2007 TV418             | 8 d'octubre de 2007  | Mount Lemmon         | Mt. Lemmon Survey |
| 294196 | 2007 TJ419             | 12 d'octubre de 2007 | Mount Lemmon         | Mt. Lemmon Survey |
| 294197 | 2007 TM421             | 12 d'octubre de 2007 | Catalina             | CSS               |
| 294198 | 2007 TO421             | 12 d'octubre de 2007 | Catalina             | CSS               |
| 294199 | 2007 TA422             | 15 d'octubre de 2007 | Catalina             | CSS               |
| 294200 | 2007 TA427             | 9 d'octubre de 2007  | Kitt Peak            | Spacewatch        |

## 294201-294300
| Nom                | Designació provisional | Data de descobriment  | Lloc de descobriment | Descobridor/s     |
| ------------------ | ---------------------- | --------------------- | -------------------- | ----------------- |
| 294201             | 2007 TO429             | 12 d'octubre de 2007  | Kitt Peak            | Spacewatch        |
| 294202             | 2007 TB430             | 11 d'octubre de 2007  | Kitt Peak            | Spacewatch        |
| 294203             | 2007 TQ430             | 13 d'octubre de 2007  | Kitt Peak            | Spacewatch        |
| 294204             | 2007 TS430             | 14 d'octubre de 2007  | Mount Lemmon         | Mt. Lemmon Survey |
| 294205             | 2007 TT430             | 14 d'octubre de 2007  | Mount Lemmon         | Mt. Lemmon Survey |
| 294206             | 2007 TA435             | 4 d'octubre de 2007   | Mount Lemmon         | Mt. Lemmon Survey |
| 294207             | 2007 TL435             | 12 d'octubre de 2007  | Mount Lemmon         | Mt. Lemmon Survey |
| 294208             | 2007 TC436             | 15 d'octubre de 2007  | Mount Lemmon         | Mt. Lemmon Survey |
| 294209             | 2007 TM448             | 8 d'octubre de 2007   | Catalina             | CSS               |
| 294210             | 2007 UA                | 16 d'octubre de 2007  | Mayhill              | A. Lowe           |
| 294211             | 2007 UY                | 16 d'octubre de 2007  | 7300                 | W. K. Y. Yeung    |
| 294212             | 2007 UG2               | 18 d'octubre de 2007  | Mayhill              | A. Lowe           |
| 294213             | 2007 US2               | 18 d'octubre de 2007  | 7300                 | W. K. Y. Yeung    |
| 294214             | 2007 UC3               | 16 d'octubre de 2007  | 7300                 | W. K. Y. Yeung    |
| 294215             | 2007 UK3               | 18 d'octubre de 2007  | Junk Bond            | D. Healy          |
| 294216             | 2007 UM4               | 16 d'octubre de 2007  | Bisei SG Center      | BATTeRS           |
| 294217             | 2007 UL6               | 20 d'octubre de 2007  | Tiki                 | N. Teamo          |
| 294218             | 2007 UR6               | 19 d'octubre de 2007  | Socorro              | LINEAR            |
| 294219             | 2007 UN9               | 17 d'octubre de 2007  | Anderson Mesa        | LONEOS            |
| 294220             | 2007 US10              | 18 d'octubre de 2007  | Anderson Mesa        | LONEOS            |
| 294221             | 2007 UU10              | 18 d'octubre de 2007  | Anderson Mesa        | LONEOS            |
| 294222             | 2007 UL14              | 16 d'octubre de 2007  | Catalina             | CSS               |
| 294223             | 2007 UE18              | 17 d'octubre de 2007  | Anderson Mesa        | LONEOS            |
| 294224             | 2007 UK18              | 17 d'octubre de 2007  | Anderson Mesa        | LONEOS            |
| 294225             | 2007 UY20              | 16 d'octubre de 2007  | Kitt Peak            | Spacewatch        |
| 294226             | 2007 UZ20              | 16 d'octubre de 2007  | Kitt Peak            | Spacewatch        |
| 294227             | 2007 UN21              | 16 d'octubre de 2007  | Kitt Peak            | Spacewatch        |
| 294228             | 2007 US24              | 16 d'octubre de 2007  | Kitt Peak            | Spacewatch        |
| 294229             | 2007 UZ25              | 16 d'octubre de 2007  | Kitt Peak            | Spacewatch        |
| 294230             | 2007 UK27              | 16 d'octubre de 2007  | Mount Lemmon         | Mt. Lemmon Survey |
| 294231             | 2007 UU28              | 17 d'octubre de 2007  | Anderson Mesa        | LONEOS            |
| 294232             | 2007 UZ28              | 18 d'octubre de 2007  | Kitt Peak            | Spacewatch        |
| 294233             | 2007 UL29              | 18 d'octubre de 2007  | Kitt Peak            | Spacewatch        |
| 294234             | 2007 UC34              | 17 d'octubre de 2007  | Anderson Mesa        | LONEOS            |
| 294235             | 2007 UJ36              | 19 d'octubre de 2007  | Kitt Peak            | Spacewatch        |
| 294236             | 2007 UM37              | 19 d'octubre de 2007  | Catalina             | CSS               |
| 294237             | 2007 UZ37              | 19 d'octubre de 2007  | Kitt Peak            | Spacewatch        |
| 294238             | 2007 UB38              | 19 d'octubre de 2007  | Kitt Peak            | Spacewatch        |
| 294239             | 2007 UV38              | 20 d'octubre de 2007  | Catalina             | CSS               |
| 294240             | 2007 UN40              | 16 d'octubre de 2007  | Kitt Peak            | Spacewatch        |
| 294241             | 2007 UB41              | 16 d'octubre de 2007  | Kitt Peak            | Spacewatch        |
| 294242             | 2007 UM42              | 16 d'octubre de 2007  | Mount Lemmon         | Mt. Lemmon Survey |
| 294243             | 2007 UC46              | 20 d'octubre de 2007  | Catalina             | CSS               |
| 294244             | 2007 UT48              | 20 d'octubre de 2007  | Mount Lemmon         | Mt. Lemmon Survey |
| 294245             | 2007 UL52              | 24 d'octubre de 2007  | Mount Lemmon         | Mt. Lemmon Survey |
| 294246             | 2007 UR52              | 24 d'octubre de 2007  | Mount Lemmon         | Mt. Lemmon Survey |
| 294247             | 2007 UV56              | 30 d'octubre de 2007  | Mount Lemmon         | Mt. Lemmon Survey |
| 294248             | 2007 UT58              | 30 d'octubre de 2007  | Mount Lemmon         | Mt. Lemmon Survey |
| 294249             | 2007 UW59              | 30 d'octubre de 2007  | Mount Lemmon         | Mt. Lemmon Survey |
| 294250             | 2007 UK65              | 31 d'octubre de 2007  | Mount Lemmon         | Mt. Lemmon Survey |
| 294251             | 2007 UY65              | 31 d'octubre de 2007  | Kitt Peak            | Spacewatch        |
| 294252             | 2007 UD68              | 30 d'octubre de 2007  | Catalina             | CSS               |
| 294253             | 2007 UG71              | 30 d'octubre de 2007  | Mount Lemmon         | Mt. Lemmon Survey |
| 294254             | 2007 UP71              | 30 d'octubre de 2007  | Catalina             | CSS               |
| 294255             | 2007 UU71              | 30 d'octubre de 2007  | Mount Lemmon         | Mt. Lemmon Survey |
| 294256             | 2007 UT76              | 31 d'octubre de 2007  | Mount Lemmon         | Mt. Lemmon Survey |
| 294257             | 2007 UV76              | 31 d'octubre de 2007  | Mount Lemmon         | Mt. Lemmon Survey |
| 294258             | 2007 UR80              | 31 d'octubre de 2007  | Mount Lemmon         | Mt. Lemmon Survey |
| 294259             | 2007 US81              | 30 d'octubre de 2007  | Kitt Peak            | Spacewatch        |
| 294260             | 2007 UG82              | 30 d'octubre de 2007  | Kitt Peak            | Spacewatch        |
| 294261             | 2007 UG85              | 30 d'octubre de 2007  | Kitt Peak            | Spacewatch        |
| 294262             | 2007 UT85              | 30 d'octubre de 2007  | Kitt Peak            | Spacewatch        |
| 294263             | 2007 UO87              | 30 d'octubre de 2007  | Kitt Peak            | Spacewatch        |
| 294264             | 2007 UH88              | 30 d'octubre de 2007  | Kitt Peak            | Spacewatch        |
| 294265             | 2007 UQ94              | 31 d'octubre de 2007  | Mount Lemmon         | Mt. Lemmon Survey |
| 294266             | 2007 UN95              | 31 d'octubre de 2007  | Mount Lemmon         | Mt. Lemmon Survey |
| 294267             | 2007 UX95              | 30 d'octubre de 2007  | Mount Lemmon         | Mt. Lemmon Survey |
| 294268             | 2007 UY95              | 30 d'octubre de 2007  | Mount Lemmon         | Mt. Lemmon Survey |
| 294269             | 2007 UM98              | 30 d'octubre de 2007  | Kitt Peak            | Spacewatch        |
| 294270             | 2007 UT99              | 30 d'octubre de 2007  | Kitt Peak            | Spacewatch        |
| 294271             | 2007 UQ100             | 30 d'octubre de 2007  | Kitt Peak            | Spacewatch        |
| 294272             | 2007 UM101             | 30 d'octubre de 2007  | Kitt Peak            | Spacewatch        |
| 294273             | 2007 UJ102             | 30 d'octubre de 2007  | Kitt Peak            | Spacewatch        |
| 294274             | 2007 UX102             | 30 d'octubre de 2007  | Mount Lemmon         | Mt. Lemmon Survey |
| 294275             | 2007 UJ103             | 30 d'octubre de 2007  | Mount Lemmon         | Mt. Lemmon Survey |
| 294276             | 2007 UV103             | 30 d'octubre de 2007  | Kitt Peak            | Spacewatch        |
| 294277             | 2007 UD104             | 30 d'octubre de 2007  | Kitt Peak            | Spacewatch        |
| 294278             | 2007 UP105             | 30 d'octubre de 2007  | Kitt Peak            | Spacewatch        |
| 294279             | 2007 UF106             | 31 d'octubre de 2007  | Mount Lemmon         | Mt. Lemmon Survey |
| 294280             | 2007 US106             | 31 d'octubre de 2007  | Mount Lemmon         | Mt. Lemmon Survey |
| 294281             | 2007 UG108             | 30 d'octubre de 2007  | Kitt Peak            | Spacewatch        |
| 294282             | 2007 UV108             | 30 d'octubre de 2007  | Kitt Peak            | Spacewatch        |
| 294283             | 2007 UD112             | 30 d'octubre de 2007  | Mount Lemmon         | Mt. Lemmon Survey |
| 294284             | 2007 UX112             | 30 d'octubre de 2007  | Mount Lemmon         | Mt. Lemmon Survey |
| 294285             | 2007 UK114             | 31 d'octubre de 2007  | Kitt Peak            | Spacewatch        |
| 294286             | 2007 UP115             | 31 d'octubre de 2007  | Kitt Peak            | Spacewatch        |
| 294287             | 2007 UP116             | 30 d'octubre de 2007  | Kitt Peak            | Spacewatch        |
| 294288             | 2007 UH117             | 30 d'octubre de 2007  | Catalina             | CSS               |
| 294289             | 2007 UO118             | 31 d'octubre de 2007  | Mount Lemmon         | Mt. Lemmon Survey |
| 294290             | 2007 UY127             | 19 d'octubre de 2007  | Mount Lemmon         | Mt. Lemmon Survey |
| 294291             | 2007 UD130             | 17 d'octubre de 2007  | Mount Lemmon         | Mt. Lemmon Survey |
| 294292             | 2007 UA131             | 20 d'octubre de 2007  | Mount Lemmon         | Mt. Lemmon Survey |
| 294293             | 2007 UR138             | 20 d'octubre de 2007  | Catalina             | CSS               |
| 294294             | 2007 VD                | 1 de novembre de 2007 | 7300                 | W. K. Y. Yeung    |
| 294295 Brodardmarc | 2007 VU                | 1 de novembre de 2007 | Marly                | P. Kocher         |
| 294296             | 2007 VS2               | 3 de novembre de 2007 | Vallemare Borbon     | V. S. Casulli     |
| 294297             | 2007 VM4               | 3 de novembre de 2007 | Costitx              | OAM               |
| 294298             | 2007 VT4               | 3 de novembre de 2007 | Kitami               | K. Endate         |
| 294299             | 2007 VQ8               | 1 de novembre de 2007 | Kitt Peak            | Spacewatch        |
| 294300             | 2007 VC9               | 2 de novembre de 2007 | Mount Lemmon         | Mt. Lemmon Survey |

## 294301-294400
| Nom    | Designació provisional | Data de descobriment   | Lloc de descobriment | Descobridor/s          |
| ------ | ---------------------- | ---------------------- | -------------------- | ---------------------- |
| 294301 | 2007 VA10              | 5 de novembre de 2007  | Mount Lemmon         | Mt. Lemmon Survey      |
| 294302 | 2007 VL10              | 3 de novembre de 2007  | Needville            | Needville              |
| 294303 | 2007 VM11              | 2 de novembre de 2007  | Catalina             | CSS                    |
| 294304 | 2007 VM12              | 1 de novembre de 2007  | Kitt Peak            | Spacewatch             |
| 294305 | 2007 VU19              | 1 de novembre de 2007  | Kitt Peak            | Spacewatch             |
| 294306 | 2007 VO25              | 1 de novembre de 2007  | Kitt Peak            | Spacewatch             |
| 294307 | 2007 VW25              | 2 de novembre de 2007  | Mount Lemmon         | Mt. Lemmon Survey      |
| 294308 | 2007 VJ27              | 1 de novembre de 2007  | Kitt Peak            | Spacewatch             |
| 294309 | 2007 VV27              | 2 de novembre de 2007  | Kitt Peak            | Spacewatch             |
| 294310 | 2007 VV32              | 2 de novembre de 2007  | Kitt Peak            | Spacewatch             |
| 294311 | 2007 VT38              | 2 de novembre de 2007  | Catalina             | CSS                    |
| 294312 | 2007 VP43              | 1 de novembre de 2007  | Kitt Peak            | Spacewatch             |
| 294313 | 2007 VH48              | 1 de novembre de 2007  | Kitt Peak            | Spacewatch             |
| 294314 | 2007 VC49              | 1 de novembre de 2007  | Kitt Peak            | Spacewatch             |
| 294315 | 2007 VW49              | 1 de novembre de 2007  | Kitt Peak            | Spacewatch             |
| 294316 | 2007 VC50              | 1 de novembre de 2007  | Kitt Peak            | Spacewatch             |
| 294317 | 2007 VF51              | 1 de novembre de 2007  | Kitt Peak            | Spacewatch             |
| 294318 | 2007 VH51              | 1 de novembre de 2007  | Kitt Peak            | Spacewatch             |
| 294319 | 2007 VT51              | 1 de novembre de 2007  | Kitt Peak            | Spacewatch             |
| 294320 | 2007 VE52              | 1 de novembre de 2007  | Kitt Peak            | Spacewatch             |
| 294321 | 2007 VY54              | 1 de novembre de 2007  | Kitt Peak            | Spacewatch             |
| 294322 | 2007 VV56              | 1 de novembre de 2007  | Kitt Peak            | Spacewatch             |
| 294323 | 2007 VG57              | 1 de novembre de 2007  | Kitt Peak            | Spacewatch             |
| 294324 | 2007 VQ57              | 1 de novembre de 2007  | Kitt Peak            | Spacewatch             |
| 294325 | 2007 VX57              | 1 de novembre de 2007  | Kitt Peak            | Spacewatch             |
| 294326 | 2007 VR58              | 1 de novembre de 2007  | Kitt Peak            | Spacewatch             |
| 294327 | 2007 VL62              | 1 de novembre de 2007  | Kitt Peak            | Spacewatch             |
| 294328 | 2007 VP62              | 1 de novembre de 2007  | Kitt Peak            | Spacewatch             |
| 294329 | 2007 VG63              | 1 de novembre de 2007  | Kitt Peak            | Spacewatch             |
| 294330 | 2007 VK64              | 1 de novembre de 2007  | Kitt Peak            | Spacewatch             |
| 294331 | 2007 VG66              | 2 de novembre de 2007  | Kitt Peak            | Spacewatch             |
| 294332 | 2007 VS72              | 1 de novembre de 2007  | Kitt Peak            | Spacewatch             |
| 294333 | 2007 VU73              | 2 de novembre de 2007  | Purple Mountain      | PMO NEO Survey Program |
| 294334 | 2007 VZ74              | 3 de novembre de 2007  | Kitt Peak            | Spacewatch             |
| 294335 | 2007 VD83              | 4 de novembre de 2007  | Mount Lemmon         | Mt. Lemmon Survey      |
| 294336 | 2007 VZ83              | 5 de novembre de 2007  | La Sagra             | La Sagra               |
| 294337 | 2007 VC84              | 7 de novembre de 2007  | Mayhill              | A. Lowe                |
| 294338 | 2007 VG84              | 3 de novembre de 2007  | Catalina             | CSS                    |
| 294339 | 2007 VW84              | 8 de novembre de 2007  | La Sagra             | La Sagra               |
| 294340 | 2007 VD85              | 2 de novembre de 2007  | Socorro              | LINEAR                 |
| 294341 | 2007 VO86              | 2 de novembre de 2007  | Socorro              | LINEAR                 |
| 294342 | 2007 VQ87              | 2 de novembre de 2007  | Socorro              | LINEAR                 |
| 294343 | 2007 VL89              | 4 de novembre de 2007  | Socorro              | LINEAR                 |
| 294344 | 2007 VY89              | 4 de novembre de 2007  | Socorro              | LINEAR                 |
| 294345 | 2007 VT90              | 5 de novembre de 2007  | Socorro              | LINEAR                 |
| 294346 | 2007 VB91              | 7 de novembre de 2007  | La Sagra             | La Sagra               |
| 294347 | 2007 VL91              | 7 de novembre de 2007  | Calvin-Rehoboth      | L. A. Molnar           |
| 294348 | 2007 VV91              | 3 de novembre de 2007  | Kitt Peak            | Spacewatch             |
| 294349 | 2007 VC92              | 2 de novembre de 2007  | Socorro              | LINEAR                 |
| 294350 | 2007 VR94              | 7 de novembre de 2007  | Bisei SG Center      | BATTeRS                |
| 294351 | 2007 VX94              | 8 de novembre de 2007  | Socorro              | LINEAR                 |
| 294352 | 2007 VF95              | 8 de novembre de 2007  | Socorro              | LINEAR                 |
| 294353 | 2007 VQ95              | 8 de novembre de 2007  | Socorro              | LINEAR                 |
| 294354 | 2007 VG96              | 9 de novembre de 2007  | Calvin-Rehoboth      | L. A. Molnar           |
| 294355 | 2007 VK96              | 3 de novembre de 2007  | Kitt Peak            | Spacewatch             |
| 294356 | 2007 VB97              | 1 de novembre de 2007  | Kitt Peak            | Spacewatch             |
| 294357 | 2007 VM98              | 2 de novembre de 2007  | Kitt Peak            | Spacewatch             |
| 294358 | 2007 VO98              | 2 de novembre de 2007  | Kitt Peak            | Spacewatch             |
| 294359 | 2007 VD99              | 2 de novembre de 2007  | Catalina             | CSS                    |
| 294360 | 2007 VG100             | 2 de novembre de 2007  | Kitt Peak            | Spacewatch             |
| 294361 | 2007 VN101             | 2 de novembre de 2007  | Kitt Peak            | Spacewatch             |
| 294362 | 2007 VP102             | 2 de novembre de 2007  | Purple Mountain      | PMO NEO Survey Program |
| 294363 | 2007 VV103             | 3 de novembre de 2007  | Kitt Peak            | Spacewatch             |
| 294364 | 2007 VM107             | 3 de novembre de 2007  | Kitt Peak            | Spacewatch             |
| 294365 | 2007 VK108             | 3 de novembre de 2007  | Kitt Peak            | Spacewatch             |
| 294366 | 2007 VD109             | 3 de novembre de 2007  | Kitt Peak            | Spacewatch             |
| 294367 | 2007 VW110             | 3 de novembre de 2007  | Kitt Peak            | Spacewatch             |
| 294368 | 2007 VM112             | 3 de novembre de 2007  | Kitt Peak            | Spacewatch             |
| 294369 | 2007 VF117             | 3 de novembre de 2007  | Kitt Peak            | Spacewatch             |
| 294370 | 2007 VR117             | 4 de novembre de 2007  | Kitt Peak            | Spacewatch             |
| 294371 | 2007 VZ122             | 5 de novembre de 2007  | Mount Lemmon         | Mt. Lemmon Survey      |
| 294372 | 2007 VZ123             | 5 de novembre de 2007  | Mount Lemmon         | Mt. Lemmon Survey      |
| 294373 | 2007 VV124             | 5 de novembre de 2007  | Mount Lemmon         | Mt. Lemmon Survey      |
| 294374 | 2007 VV125             | 7 de novembre de 2007  | Bisei SG Center      | BATTeRS                |
| 294375 | 2007 VY125             | 9 de novembre de 2007  | 7300                 | W. K. Y. Yeung         |
| 294376 | 2007 VR126             | 11 de novembre de 2007 | Bisei SG Center      | BATTeRS                |
| 294377 | 2007 VO132             | 2 de novembre de 2007  | Mount Lemmon         | Mt. Lemmon Survey      |
| 294378 | 2007 VU132             | 2 de novembre de 2007  | Mount Lemmon         | Mt. Lemmon Survey      |
| 294379 | 2007 VW135             | 3 de novembre de 2007  | Mount Lemmon         | Mt. Lemmon Survey      |
| 294380 | 2007 VY135             | 4 de novembre de 2007  | Mount Lemmon         | Mt. Lemmon Survey      |
| 294381 | 2007 VS143             | 4 de novembre de 2007  | Kitt Peak            | Spacewatch             |
| 294382 | 2007 VB144             | 4 de novembre de 2007  | Kitt Peak            | Spacewatch             |
| 294383 | 2007 VD144             | 4 de novembre de 2007  | Kitt Peak            | Spacewatch             |
| 294384 | 2007 VL146             | 4 de novembre de 2007  | Kitt Peak            | Spacewatch             |
| 294385 | 2007 VO148             | 5 de novembre de 2007  | Purple Mountain      | PMO NEO Survey Program |
| 294386 | 2007 VM149             | 7 de novembre de 2007  | Catalina             | CSS                    |
| 294387 | 2007 VH151             | 7 de novembre de 2007  | Catalina             | CSS                    |
| 294388 | 2007 VH152             | 2 de novembre de 2007  | Kitt Peak            | Spacewatch             |
| 294389 | 2007 VP153             | 4 de novembre de 2007  | Kitt Peak            | Spacewatch             |
| 294390 | 2007 VL161             | 5 de novembre de 2007  | Kitt Peak            | Spacewatch             |
| 294391 | 2007 VM161             | 5 de novembre de 2007  | Kitt Peak            | Spacewatch             |
| 294392 | 2007 VU163             | 5 de novembre de 2007  | Kitt Peak            | Spacewatch             |
| 294393 | 2007 VL164             | 5 de novembre de 2007  | Kitt Peak            | Spacewatch             |
| 294394 | 2007 VN165             | 5 de novembre de 2007  | Kitt Peak            | Spacewatch             |
| 294395 | 2007 VQ165             | 5 de novembre de 2007  | Kitt Peak            | Spacewatch             |
| 294396 | 2007 VL167             | 5 de novembre de 2007  | Kitt Peak            | Spacewatch             |
| 294397 | 2007 VG168             | 5 de novembre de 2007  | Kitt Peak            | Spacewatch             |
| 294398 | 2007 VZ168             | 5 de novembre de 2007  | Kitt Peak            | Spacewatch             |
| 294399 | 2007 VD170             | 6 de novembre de 2007  | Kitt Peak            | Spacewatch             |
| 294400 | 2007 VP185             | 8 de novembre de 2007  | Catalina             | CSS                    |

## 294401-294500
| Nom           | Designació provisional | Data de descobriment   | Lloc de descobriment | Descobridor/s        |
| ------------- | ---------------------- | ---------------------- | -------------------- | -------------------- |
| 294401        | 2007 VJ188             | 11 de novembre de 2007 | La Sagra             | La Sagra             |
| 294402 Joeorr | 2007 VN189             | 11 de novembre de 2007 | Anderson Mesa        | L. H. Wasserman      |
| 294403        | 2007 VW189             | 14 de novembre de 2007 | La Sagra             | La Sagra             |
| 294404        | 2007 VR191             | 4 de novembre de 2007  | Mount Lemmon         | Mt. Lemmon Survey    |
| 294405        | 2007 VK192             | 4 de novembre de 2007  | Mount Lemmon         | Mt. Lemmon Survey    |
| 294406        | 2007 VV193             | 4 de novembre de 2007  | Mount Lemmon         | Mt. Lemmon Survey    |
| 294407        | 2007 VG195             | 7 de novembre de 2007  | Mount Lemmon         | Mt. Lemmon Survey    |
| 294408        | 2007 VQ195             | 7 de novembre de 2007  | Kitt Peak            | Spacewatch           |
| 294409        | 2007 VB199             | 9 de novembre de 2007  | Mount Lemmon         | Mt. Lemmon Survey    |
| 294410        | 2007 VE200             | 9 de novembre de 2007  | Mount Lemmon         | Mt. Lemmon Survey    |
| 294411        | 2007 VQ203             | 9 de novembre de 2007  | Kitt Peak            | Spacewatch           |
| 294412        | 2007 VA207             | 9 de novembre de 2007  | Catalina             | CSS                  |
| 294413        | 2007 VC209             | 7 de novembre de 2007  | Kitt Peak            | Spacewatch           |
| 294414        | 2007 VG209             | 7 de novembre de 2007  | Kitt Peak            | Spacewatch           |
| 294415        | 2007 VL213             | 9 de novembre de 2007  | Kitt Peak            | Spacewatch           |
| 294416        | 2007 VR215             | 9 de novembre de 2007  | Kitt Peak            | Spacewatch           |
| 294417        | 2007 VZ215             | 9 de novembre de 2007  | Kitt Peak            | Spacewatch           |
| 294418        | 2007 VC217             | 9 de novembre de 2007  | Kitt Peak            | Spacewatch           |
| 294419        | 2007 VQ219             | 9 de novembre de 2007  | Kitt Peak            | Spacewatch           |
| 294420        | 2007 VG220             | 9 de novembre de 2007  | Kitt Peak            | Spacewatch           |
| 294421        | 2007 VQ221             | 14 de novembre de 2007 | Bisei SG Center      | BATTeRS              |
| 294422        | 2007 VQ223             | 7 de novembre de 2007  | Catalina             | CSS                  |
| 294423        | 2007 VF227             | 12 de novembre de 2007 | Catalina             | CSS                  |
| 294424        | 2007 VL229             | 7 de novembre de 2007  | Kitt Peak            | Spacewatch           |
| 294425        | 2007 VJ231             | 7 de novembre de 2007  | Kitt Peak            | Spacewatch           |
| 294426        | 2007 VH234             | 9 de novembre de 2007  | Kitt Peak            | Spacewatch           |
| 294427        | 2007 VB237             | 11 de novembre de 2007 | Mount Lemmon         | Mt. Lemmon Survey    |
| 294428        | 2007 VV243             | 13 de novembre de 2007 | Dauban               | Chante-Perdrix       |
| 294429        | 2007 VH244             | 15 de novembre de 2007 | La Sagra             | La Sagra             |
| 294430        | 2007 VH245             | 14 de novembre de 2007 | Bisei SG Center      | BATTeRS              |
| 294431        | 2007 VG252             | 12 de novembre de 2007 | Catalina             | CSS                  |
| 294432        | 2007 VD253             | 13 de novembre de 2007 | Mount Lemmon         | Mt. Lemmon Survey    |
| 294433        | 2007 VO258             | 15 de novembre de 2007 | Mount Lemmon         | Mt. Lemmon Survey    |
| 294434        | 2007 VR261             | 13 de novembre de 2007 | Mount Lemmon         | Mt. Lemmon Survey    |
| 294435        | 2007 VW263             | 13 de novembre de 2007 | Kitt Peak            | Spacewatch           |
| 294436        | 2007 VB264             | 13 de novembre de 2007 | Kitt Peak            | Spacewatch           |
| 294437        | 2007 VH267             | 13 de novembre de 2007 | Cerro Burek          | Cerro Burek          |
| 294438        | 2007 VV269             | 15 de novembre de 2007 | Socorro              | LINEAR               |
| 294439        | 2007 VE274             | 13 de novembre de 2007 | Kitt Peak            | Spacewatch           |
| 294440        | 2007 VR277             | 14 de novembre de 2007 | Kitt Peak            | Spacewatch           |
| 294441        | 2007 VB278             | 14 de novembre de 2007 | Kitt Peak            | Spacewatch           |
| 294442        | 2007 VV279             | 14 de novembre de 2007 | Kitt Peak            | Spacewatch           |
| 294443        | 2007 VV283             | 14 de novembre de 2007 | Kitt Peak            | Spacewatch           |
| 294444        | 2007 VQ284             | 14 de novembre de 2007 | Kitt Peak            | Spacewatch           |
| 294445        | 2007 VH285             | 14 de novembre de 2007 | Kitt Peak            | Spacewatch           |
| 294446        | 2007 VG287             | 15 de novembre de 2007 | Catalina             | CSS                  |
| 294447        | 2007 VL290             | 14 de novembre de 2007 | Kitt Peak            | Spacewatch           |
| 294448        | 2007 VM290             | 14 de novembre de 2007 | Kitt Peak            | Spacewatch           |
| 294449        | 2007 VQ291             | 14 de novembre de 2007 | Kitt Peak            | Spacewatch           |
| 294450        | 2007 VH296             | 15 de novembre de 2007 | Anderson Mesa        | LONEOS               |
| 294451        | 2007 VT296             | 15 de novembre de 2007 | Mount Lemmon         | Mt. Lemmon Survey    |
| 294452        | 2007 VG298             | 11 de novembre de 2007 | Catalina             | CSS                  |
| 294453        | 2007 VP299             | 12 de novembre de 2007 | Catalina             | CSS                  |
| 294454        | 2007 VR303             | 3 de novembre de 2007  | Catalina             | CSS                  |
| 294455        | 2007 VE306             | 9 de novembre de 2007  | Mount Lemmon         | Mt. Lemmon Survey    |
| 294456        | 2007 VJ307             | 2 de novembre de 2007  | Catalina             | CSS                  |
| 294457        | 2007 VF310             | 7 de novembre de 2007  | Kitt Peak            | Spacewatch           |
| 294458        | 2007 VK311             | 7 de novembre de 2007  | Kitt Peak            | Spacewatch           |
| 294459        | 2007 VO311             | 11 de novembre de 2007 | Mount Lemmon         | Mt. Lemmon Survey    |
| 294460        | 2007 VR311             | 14 de novembre de 2007 | Kitt Peak            | Spacewatch           |
| 294461        | 2007 VT312             | 3 de novembre de 2007  | Kitt Peak            | Spacewatch           |
| 294462        | 2007 VO315             | 6 de novembre de 2007  | Kitt Peak            | Spacewatch           |
| 294463        | 2007 VE316             | 2 de novembre de 2007  | Kitt Peak            | Spacewatch           |
| 294464        | 2007 VG316             | 3 de novembre de 2007  | Kitt Peak            | Spacewatch           |
| 294465        | 2007 VO316             | 5 de novembre de 2007  | Mount Lemmon         | Mt. Lemmon Survey    |
| 294466        | 2007 VY316             | 11 de novembre de 2007 | Mount Lemmon         | Mt. Lemmon Survey    |
| 294467        | 2007 VN323             | 3 de novembre de 2007  | Mount Lemmon         | Mt. Lemmon Survey    |
| 294468        | 2007 VH326             | 3 de novembre de 2007  | Kitt Peak            | Spacewatch           |
| 294469        | 2007 VA327             | 5 de novembre de 2007  | Kitt Peak            | Spacewatch           |
| 294470        | 2007 VD327             | 6 de novembre de 2007  | Kitt Peak            | Spacewatch           |
| 294471        | 2007 VR327             | 8 de novembre de 2007  | Socorro              | LINEAR               |
| 294472        | 2007 VU329             | 2 de novembre de 2007  | Kitt Peak            | Spacewatch           |
| 294473        | 2007 VP330             | 3 de novembre de 2007  | Kitt Peak            | Spacewatch           |
| 294474        | 2007 VE331             | 5 de novembre de 2007  | Mount Lemmon         | Mt. Lemmon Survey    |
| 294475        | 2007 VS332             | 8 de novembre de 2007  | Mount Lemmon         | Mt. Lemmon Survey    |
| 294476        | 2007 VY332             | 9 de novembre de 2007  | Socorro              | LINEAR               |
| 294477        | 2007 VC333             | 9 de novembre de 2007  | Kitt Peak            | Spacewatch           |
| 294478        | 2007 WD                | 16 de novembre de 2007 | Mayhill              | A. Lowe              |
| 294479        | 2007 WC2               | 17 de novembre de 2007 | Bisei SG Center      | BATTeRS              |
| 294480        | 2007 WR5               | 17 de novembre de 2007 | Socorro              | LINEAR               |
| 294481        | 2007 WL6               | 4 d'octubre de 2002    | Socorro              | LINEAR               |
| 294482        | 2007 WR6               | 18 de novembre de 2007 | Socorro              | LINEAR               |
| 294483        | 2007 WS6               | 18 de novembre de 2007 | Socorro              | LINEAR               |
| 294484        | 2007 WZ6               | 18 de novembre de 2007 | Socorro              | LINEAR               |
| 294485        | 2007 WW7               | 18 de novembre de 2007 | Socorro              | LINEAR               |
| 294486        | 2007 WR8               | 18 de novembre de 2007 | Socorro              | LINEAR               |
| 294487        | 2007 WP11              | 17 de novembre de 2007 | Catalina             | CSS                  |
| 294488        | 2007 WU12              | 17 de novembre de 2007 | Bisei SG Center      | BATTeRS              |
| 294489        | 2007 WY18              | 18 de novembre de 2007 | Mount Lemmon         | Mt. Lemmon Survey    |
| 294490        | 2007 WP20              | 18 de novembre de 2007 | Mount Lemmon         | Mt. Lemmon Survey    |
| 294491        | 2007 WQ23              | 18 de novembre de 2007 | Mount Lemmon         | Mt. Lemmon Survey    |
| 294492        | 2007 WC24              | 18 de novembre de 2007 | Mount Lemmon         | Mt. Lemmon Survey    |
| 294493        | 2007 WU25              | 18 de novembre de 2007 | Mount Lemmon         | Mt. Lemmon Survey    |
| 294494        | 2007 WN26              | 18 de novembre de 2007 | Mount Lemmon         | Mt. Lemmon Survey    |
| 294495        | 2007 WN30              | 19 de novembre de 2007 | Kitt Peak            | Spacewatch           |
| 294496        | 2007 WU35              | 19 de novembre de 2007 | Mount Lemmon         | Mt. Lemmon Survey    |
| 294497        | 2007 WC55              | 28 de novembre de 2007 | Mayhill              | A. Lowe              |
| 294498        | 2007 WL55              | 30 de novembre de 2007 | Lulin                | T.-C. Yang, Q.-z. Ye |
| 294499        | 2007 WB58              | 18 de novembre de 2007 | Mount Lemmon         | Mt. Lemmon Survey    |
| 294500        | 2007 WC59              | 17 de novembre de 2007 | Kitt Peak            | Spacewatch           |

## 294501-294600
| Nom                 | Designació provisional | Data de descobriment   | Lloc de descobriment | Descobridor/s          |
| ------------------- | ---------------------- | ---------------------- | -------------------- | ---------------------- |
| 294501              | 2007 WT59              | 18 de novembre de 2007 | Kitt Peak            | Spacewatch             |
| 294502              | 2007 WY62              | 19 de novembre de 2007 | Mount Lemmon         | Mt. Lemmon Survey      |
| 294503              | 2007 XB                | 1 de desembre de 2007  | Bisei SG Center      | BATTeRS                |
| 294504              | 2007 XC                | 1 de desembre de 2007  | Bisei SG Center      | BATTeRS                |
| 294505              | 2007 XG                | 1 de desembre de 2007  | Bisei SG Center      | BATTeRS                |
| 294506              | 2007 XB1               | 2 de desembre de 2007  | Lulin                | LUSS                   |
| 294507              | 2007 XS2               | 3 de desembre de 2007  | Kitt Peak            | Spacewatch             |
| 294508              | 2007 XV3               | 1 de desembre de 2007  | Lulin                | LUSS                   |
| 294509              | 2007 XG4               | 3 de desembre de 2007  | Catalina             | CSS                    |
| 294510              | 2007 XL6               | 4 de desembre de 2007  | Catalina             | CSS                    |
| 294511              | 2007 XO10              | 3 de desembre de 2007  | Eskridge             | G. Hug                 |
| 294512              | 2007 XS10              | 5 de desembre de 2007  | Pla D'Arguines       | R. Ferrando            |
| 294513              | 2007 XQ13              | 4 de desembre de 2007  | Anderson Mesa        | LONEOS                 |
| 294514              | 2007 XC14              | 5 de desembre de 2007  | Kitt Peak            | Spacewatch             |
| 294515              | 2007 XD14              | 5 de desembre de 2007  | Kitt Peak            | Spacewatch             |
| 294516              | 2007 XS15              | 8 de desembre de 2007  | Bisei SG Center      | BATTeRS                |
| 294517              | 2007 XV15              | 8 de desembre de 2007  | La Sagra             | La Sagra               |
| 294518              | 2007 XB16              | 6 de desembre de 2007  | Catalina             | CSS                    |
| 294519              | 2007 XB18              | 12 de desembre de 2007 | Great Shefford       | P. Birtwhistle         |
| 294520              | 2007 XX18              | 12 de desembre de 2007 | Socorro              | LINEAR                 |
| 294521              | 2007 XO24              | 13 de desembre de 2007 | Socorro              | LINEAR                 |
| 294522              | 2007 XK25              | 15 de desembre de 2007 | La Sagra             | La Sagra               |
| 294523              | 2007 XU25              | 14 de desembre de 2007 | Mount Lemmon         | Mt. Lemmon Survey      |
| 294524              | 2007 XU29              | 15 de desembre de 2007 | Catalina             | CSS                    |
| 294525              | 2007 XZ29              | 15 de desembre de 2007 | Catalina             | CSS                    |
| 294526              | 2007 XQ30              | 8 de gener de 2005     | Campo Imperatore     | CINEOS                 |
| 294527              | 2007 XG32              | 15 de desembre de 2007 | Catalina             | CSS                    |
| 294528              | 2007 XN32              | 15 de desembre de 2007 | Catalina             | CSS                    |
| 294529              | 2007 XC33              | 15 de desembre de 2007 | Mount Lemmon         | Mt. Lemmon Survey      |
| 294530              | 2007 XN33              | 10 de desembre de 2007 | Socorro              | LINEAR                 |
| 294531              | 2007 XR34              | 13 de desembre de 2007 | Socorro              | LINEAR                 |
| 294532              | 2007 XU41              | 15 de desembre de 2007 | Socorro              | LINEAR                 |
| 294533              | 2007 XH48              | 15 de desembre de 2007 | Kitt Peak            | Spacewatch             |
| 294534              | 2007 XL49              | 15 de desembre de 2007 | Kitt Peak            | Spacewatch             |
| 294535              | 2007 XF51              | 14 de desembre de 2007 | Mount Lemmon         | Mt. Lemmon Survey      |
| 294536              | 2007 XM51              | 4 de desembre de 2007  | Mount Lemmon         | Mt. Lemmon Survey      |
| 294537              | 2007 XA54              | 3 de desembre de 2007  | Kitt Peak            | Spacewatch             |
| 294538              | 2007 XD54              | 4 de desembre de 2007  | Kitt Peak            | Spacewatch             |
| 294539              | 2007 XH54              | 4 de desembre de 2007  | Kitt Peak            | Spacewatch             |
| 294540              | 2007 XD58              | 5 de desembre de 2007  | Kitt Peak            | Spacewatch             |
| 294541              | 2007 XR59              | 15 de desembre de 2007 | Mount Lemmon         | Mt. Lemmon Survey      |
| 294542              | 2007 YU                | 16 de desembre de 2007 | Bergisch Gladbac     | W. Bickel              |
| 294543              | 2007 YN2               | 18 de desembre de 2007 | Vicques              | M. Ory                 |
| 294544              | 2007 YH7               | 15 de gener de 2001    | Kitt Peak            | Spacewatch             |
| 294545              | 2007 YB8               | 16 de desembre de 2007 | Kitt Peak            | Spacewatch             |
| 294546              | 2007 YX10              | 16 de desembre de 2007 | Anderson Mesa        | LONEOS                 |
| 294547              | 2007 YU13              | 17 de desembre de 2007 | Mount Lemmon         | Mt. Lemmon Survey      |
| 294548              | 2007 YJ14              | 17 de desembre de 2007 | Mount Lemmon         | Mt. Lemmon Survey      |
| 294549              | 2007 YM18              | 16 de desembre de 2007 | Kitt Peak            | Spacewatch             |
| 294550              | 2007 YJ20              | 16 de desembre de 2007 | Kitt Peak            | Spacewatch             |
| 294551              | 2007 YP22              | 16 de desembre de 2007 | Kitt Peak            | Spacewatch             |
| 294552              | 2007 YG23              | 16 de desembre de 2007 | Anderson Mesa        | LONEOS                 |
| 294553              | 2007 YD27              | 18 de desembre de 2007 | Mount Lemmon         | Mt. Lemmon Survey      |
| 294554              | 2007 YE28              | 18 de desembre de 2007 | Mount Lemmon         | Mt. Lemmon Survey      |
| 294555              | 2007 YZ28              | 19 de desembre de 2007 | Kitt Peak            | Spacewatch             |
| 294556              | 2007 YJ30              | 28 de desembre de 2007 | Kitt Peak            | Spacewatch             |
| 294557              | 2007 YK30              | 28 de desembre de 2007 | Kitt Peak            | Spacewatch             |
| 294558              | 2007 YH32              | 28 de desembre de 2007 | Kitt Peak            | Spacewatch             |
| 294559              | 2007 YR34              | 28 de desembre de 2007 | Kitt Peak            | Spacewatch             |
| 294560              | 2007 YY37              | 30 de desembre de 2007 | Mount Lemmon         | Mt. Lemmon Survey      |
| 294561              | 2007 YP41              | 30 de desembre de 2007 | Kitt Peak            | Spacewatch             |
| 294562              | 2007 YY42              | 30 de desembre de 2007 | Catalina             | CSS                    |
| 294563              | 2007 YU44              | 30 de desembre de 2007 | Kitt Peak            | Spacewatch             |
| 294564              | 2007 YA46              | 30 de desembre de 2007 | Mount Lemmon         | Mt. Lemmon Survey      |
| 294565              | 2007 YD46              | 30 de desembre de 2007 | Kitt Peak            | Spacewatch             |
| 294566              | 2007 YJ46              | 30 de desembre de 2007 | Kitt Peak            | Spacewatch             |
| 294567              | 2007 YK47              | 30 de desembre de 2007 | Kitt Peak            | Spacewatch             |
| 294568              | 2007 YP47              | 29 de desembre de 2007 | Great Shefford       | P. Birtwhistle         |
| 294569              | 2007 YH49              | 28 de desembre de 2007 | Kitt Peak            | Spacewatch             |
| 294570              | 2007 YU49              | 28 de desembre de 2007 | Kitt Peak            | Spacewatch             |
| 294571              | 2007 YW49              | 28 de desembre de 2007 | Kitt Peak            | Spacewatch             |
| 294572              | 2007 YW50              | 28 de desembre de 2007 | Kitt Peak            | Spacewatch             |
| 294573              | 2007 YA51              | 28 de desembre de 2007 | Kitt Peak            | Spacewatch             |
| 294574              | 2007 YC52              | 30 de desembre de 2007 | Kitt Peak            | Spacewatch             |
| 294575              | 2007 YA53              | 30 de desembre de 2007 | Kitt Peak            | Spacewatch             |
| 294576              | 2007 YQ54              | 31 de desembre de 2007 | Catalina             | CSS                    |
| 294577              | 2007 YS55              | 31 de desembre de 2007 | Mount Lemmon         | Mt. Lemmon Survey      |
| 294578              | 2007 YA57              | 31 de desembre de 2007 | Bisei SG Center      | BATTeRS                |
| 294579              | 2007 YB57              | 30 de desembre de 2007 | Kitt Peak            | Spacewatch             |
| 294580              | 2007 YA60              | 18 de desembre de 2007 | Catalina             | CSS                    |
| 294581              | 2007 YB62              | 18 de desembre de 2007 | Mount Lemmon         | Mt. Lemmon Survey      |
| 294582              | 2007 YL62              | 30 de desembre de 2007 | Kitt Peak            | Spacewatch             |
| 294583              | 2007 YC65              | 31 de desembre de 2007 | Kitt Peak            | Spacewatch             |
| 294584              | 2007 YP65              | 31 de desembre de 2007 | Kitt Peak            | Spacewatch             |
| 294585              | 2007 YG66              | 30 de desembre de 2007 | Mount Lemmon         | Mt. Lemmon Survey      |
| 294586              | 2007 YU66              | 30 de desembre de 2007 | Kitt Peak            | Spacewatch             |
| 294587              | 2007 YL67              | 16 de desembre de 2007 | Kitt Peak            | Spacewatch             |
| 294588              | 2007 YF68              | 30 de desembre de 2007 | Kitt Peak            | Spacewatch             |
| 294589              | 2007 YN68              | 31 de desembre de 2007 | Kitt Peak            | Spacewatch             |
| 294590              | 2007 YP70              | 16 de desembre de 2007 | La Canada            | J. Lacruz              |
| 294591              | 2007 YE71              | 16 de desembre de 2007 | Socorro              | LINEAR                 |
| 294592              | 2007 YY71              | 18 de desembre de 2007 | Mount Lemmon         | Mt. Lemmon Survey      |
| 294593              | 2007 YD72              | 18 de desembre de 2007 | Mount Lemmon         | Mt. Lemmon Survey      |
| 294594              | 2007 YM72              | 18 de desembre de 2007 | Mount Lemmon         | Mt. Lemmon Survey      |
| 294595 Shingareva   | 2008 AH1               | 6 de gener de 2008     | Zelenchukskaya S     | Zelenchukskaya Stn     |
| 294596              | 2008 AV1               | 8 de gener de 2008     | Dauban               | F. Kugel               |
| 294597              | 2008 AY1               | 5 de gener de 2008     | Mayhill              | A. Lowe                |
| 294598              | 2008 AH2               | 4 de gener de 2008     | Lulin                | LUSS                   |
| 294599              | 2008 AV2               | 5 de gener de 2008     | Purple Mountain      | PMO NEO Survey Program |
| 294600 Abedinabedin | 2008 AA3               | 7 de gener de 2008     | Lulin                | LUSS                   |

## 294601-294700
| Nom           | Designació provisional | Data de descobriment | Lloc de descobriment | Descobridor/s         |
| ------------- | ---------------------- | -------------------- | -------------------- | --------------------- |
| 294601        | 2008 AZ3               | 8 de gener de 2008   | Dauban               | F. Kugel              |
| 294602        | 2008 AR5               | 10 de gener de 2008  | Mount Lemmon         | Mt. Lemmon Survey     |
| 294603        | 2008 AJ8               | 10 de gener de 2008  | Kitt Peak            | Spacewatch            |
| 294604        | 2008 AS8               | 10 de gener de 2008  | Kitt Peak            | Spacewatch            |
| 294605        | 2008 AT11              | 10 de gener de 2008  | Mount Lemmon         | Mt. Lemmon Survey     |
| 294606        | 2008 AM12              | 10 de gener de 2008  | Mount Lemmon         | Mt. Lemmon Survey     |
| 294607        | 2008 AT12              | 10 de gener de 2008  | Mount Lemmon         | Mt. Lemmon Survey     |
| 294608        | 2008 AW13              | 10 de gener de 2008  | Mount Lemmon         | Mt. Lemmon Survey     |
| 294609        | 2008 AF15              | 10 de gener de 2008  | Kitt Peak            | Spacewatch            |
| 294610        | 2008 AG18              | 10 de gener de 2008  | Kitt Peak            | Spacewatch            |
| 294611        | 2008 AV19              | 10 de gener de 2008  | Mount Lemmon         | Mt. Lemmon Survey     |
| 294612        | 2008 AL22              | 10 de gener de 2008  | Mount Lemmon         | Mt. Lemmon Survey     |
| 294613        | 2008 AW23              | 10 de gener de 2008  | Mount Lemmon         | Mt. Lemmon Survey     |
| 294614        | 2008 AM24              | 10 de gener de 2008  | Mount Lemmon         | Mt. Lemmon Survey     |
| 294615        | 2008 AM26              | 10 de gener de 2008  | Mount Lemmon         | Mt. Lemmon Survey     |
| 294616        | 2008 AK27              | 10 de gener de 2008  | Mount Lemmon         | Mt. Lemmon Survey     |
| 294617        | 2008 AC28              | 10 de gener de 2008  | Mount Lemmon         | Mt. Lemmon Survey     |
| 294618        | 2008 AJ29              | 10 de gener de 2008  | Desert Eagle         | W. K. Y. Yeung        |
| 294619        | 2008 AG31              | 10 de gener de 2008  | Bergisch Gladbac     | W. Bickel             |
| 294620        | 2008 AN32              | 12 de gener de 2008  | Bisei SG Center      | BATTeRS               |
| 294621        | 2008 AQ34              | 10 de gener de 2008  | Kitt Peak            | Spacewatch            |
| 294622        | 2008 AB35              | 10 de gener de 2008  | Kitt Peak            | Spacewatch            |
| 294623        | 2008 AC35              | 10 de gener de 2008  | Kitt Peak            | Spacewatch            |
| 294624        | 2008 AR36              | 10 de gener de 2008  | Kitt Peak            | Spacewatch            |
| 294625        | 2008 AS38              | 10 de gener de 2008  | Kitt Peak            | Spacewatch            |
| 294626        | 2008 AJ40              | 10 de gener de 2008  | Mount Lemmon         | Mt. Lemmon Survey     |
| 294627        | 2008 AM40              | 10 de gener de 2008  | Mount Lemmon         | Mt. Lemmon Survey     |
| 294628        | 2008 AP42              | 10 de gener de 2008  | Catalina             | CSS                   |
| 294629        | 2008 AG43              | 10 de gener de 2008  | Catalina             | CSS                   |
| 294630        | 2008 AL44              | 10 de gener de 2008  | Kitt Peak            | Spacewatch            |
| 294631        | 2008 AP44              | 10 de gener de 2008  | Kitt Peak            | Spacewatch            |
| 294632        | 2008 AO45              | 10 de gener de 2008  | Lulin                | LUSS                  |
| 294633        | 2008 AU46              | 11 de gener de 2008  | Kitt Peak            | Spacewatch            |
| 294634        | 2008 AB48              | 11 de gener de 2008  | Kitt Peak            | Spacewatch            |
| 294635        | 2008 AS49              | 11 de gener de 2008  | Kitt Peak            | Spacewatch            |
| 294636        | 2008 AH50              | 11 de gener de 2008  | Kitt Peak            | Spacewatch            |
| 294637        | 2008 AW51              | 11 de gener de 2008  | Kitt Peak            | Spacewatch            |
| 294638        | 2008 AW52              | 11 de gener de 2008  | Kitt Peak            | Spacewatch            |
| 294639        | 2008 AS53              | 11 de gener de 2008  | Kitt Peak            | Spacewatch            |
| 294640        | 2008 AT54              | 11 de gener de 2008  | Kitt Peak            | Spacewatch            |
| 294641        | 2008 AQ55              | 11 de gener de 2008  | Kitt Peak            | Spacewatch            |
| 294642        | 2008 AZ58              | 11 de gener de 2008  | Kitt Peak            | Spacewatch            |
| 294643        | 2008 AA59              | 11 de gener de 2008  | Kitt Peak            | Spacewatch            |
| 294644        | 2008 AC59              | 11 de gener de 2008  | Kitt Peak            | Spacewatch            |
| 294645        | 2008 AG63              | 11 de gener de 2008  | Mount Lemmon         | Mt. Lemmon Survey     |
| 294646        | 2008 AL67              | 11 de gener de 2008  | Kitt Peak            | Spacewatch            |
| 294647        | 2008 AK69              | 11 de gener de 2008  | Kitt Peak            | Spacewatch            |
| 294648        | 2008 AS71              | 13 de gener de 2008  | Kitt Peak            | Spacewatch            |
| 294649        | 2008 AL73              | 10 de gener de 2008  | Kitt Peak            | Spacewatch            |
| 294650        | 2008 AR73              | 10 de gener de 2008  | Kitt Peak            | Spacewatch            |
| 294651        | 2008 AF74              | 10 de gener de 2008  | Kitt Peak            | Spacewatch            |
| 294652        | 2008 AV74              | 11 de gener de 2008  | Kitt Peak            | Spacewatch            |
| 294653        | 2008 AU78              | 12 de gener de 2008  | Kitt Peak            | Spacewatch            |
| 294654        | 2008 AJ79              | 12 de gener de 2008  | Kitt Peak            | Spacewatch            |
| 294655        | 2008 AJ80              | 12 de gener de 2008  | Kitt Peak            | Spacewatch            |
| 294656        | 2008 AO81              | 13 de gener de 2008  | Mount Lemmon         | Mt. Lemmon Survey     |
| 294657        | 2008 AY81              | 13 de gener de 2008  | Mount Lemmon         | Mt. Lemmon Survey     |
| 294658        | 2008 AO82              | 14 de gener de 2008  | Kitt Peak            | Spacewatch            |
| 294659        | 2008 AZ83              | 15 de gener de 2008  | Mount Lemmon         | Mt. Lemmon Survey     |
| 294660        | 2008 AV84              | 12 de gener de 2008  | Bisei SG Center      | BATTeRS               |
| 294661        | 2008 AD85              | 13 de gener de 2008  | Kitt Peak            | Spacewatch            |
| 294662        | 2008 AO85              | 13 de gener de 2008  | Kitt Peak            | Spacewatch            |
| 294663        | 2008 AC86              | 13 de gener de 2008  | Kitt Peak            | Spacewatch            |
| 294664 Trakai | 2008 AL86              | 3 de gener de 2008   | Baldone              | K. Cernis, I. Eglitis |
| 294665        | 2008 AA87              | 12 de gener de 2008  | Mount Lemmon         | Mt. Lemmon Survey     |
| 294666        | 2008 AX87              | 13 de gener de 2008  | Kitt Peak            | Spacewatch            |
| 294667        | 2008 AB90              | 13 de gener de 2008  | Kitt Peak            | Spacewatch            |
| 294668        | 2008 AN95              | 14 de gener de 2008  | Kitt Peak            | Spacewatch            |
| 294669        | 2008 AB96              | 14 de gener de 2008  | Kitt Peak            | Spacewatch            |
| 294670        | 2008 AX96              | 14 de gener de 2008  | Kitt Peak            | Spacewatch            |
| 294671        | 2008 AJ98              | 14 de gener de 2008  | Kitt Peak            | Spacewatch            |
| 294672        | 2008 AP100             | 14 de gener de 2008  | Kitt Peak            | Spacewatch            |
| 294673        | 2008 AC102             | 12 de gener de 2008  | Kitt Peak            | Spacewatch            |
| 294674        | 2008 AK103             | 15 de gener de 2008  | Mount Lemmon         | Mt. Lemmon Survey     |
| 294675        | 2008 AM104             | 15 de gener de 2008  | Kitt Peak            | Spacewatch            |
| 294676        | 2008 AJ105             | 15 de gener de 2008  | Mount Lemmon         | Mt. Lemmon Survey     |
| 294677        | 2008 AS105             | 15 de gener de 2008  | Mount Lemmon         | Mt. Lemmon Survey     |
| 294678        | 2008 AZ105             | 15 de gener de 2008  | Mount Lemmon         | Mt. Lemmon Survey     |
| 294679        | 2008 AC106             | 15 de gener de 2008  | Mount Lemmon         | Mt. Lemmon Survey     |
| 294680        | 2008 AT106             | 15 de gener de 2008  | Kitt Peak            | Spacewatch            |
| 294681        | 2008 AO107             | 15 de gener de 2008  | Kitt Peak            | Spacewatch            |
| 294682        | 2008 AC108             | 15 de gener de 2008  | Kitt Peak            | Spacewatch            |
| 294683        | 2008 AG108             | 15 de gener de 2008  | Kitt Peak            | Spacewatch            |
| 294684        | 2008 AD114             | 11 de gener de 2008  | Kitt Peak            | Spacewatch            |
| 294685        | 2008 AF114             | 11 de gener de 2008  | Kitt Peak            | Spacewatch            |
| 294686        | 2008 AM114             | 11 de gener de 2008  | Mount Lemmon         | Mt. Lemmon Survey     |
| 294687        | 2008 AS114             | 11 de gener de 2008  | Kitt Peak            | Spacewatch            |
| 294688        | 2008 AD115             | 9 de gener de 2008   | Mount Lemmon         | Mt. Lemmon Survey     |
| 294689        | 2008 AG115             | 10 de gener de 2008  | Mount Lemmon         | Mt. Lemmon Survey     |
| 294690        | 2008 AB129             | 12 de gener de 2008  | Kitt Peak            | Spacewatch            |
| 294691        | 2008 AZ134             | 28 d'agost de 2006   | Kitt Peak            | Spacewatch            |
| 294692        | 2008 AC135             | 11 de gener de 2008  | Catalina             | CSS                   |
| 294693        | 2008 AG135             | 11 de gener de 2008  | Catalina             | CSS                   |
| 294694        | 2008 AU136             | 13 de gener de 2008  | Kitt Peak            | Spacewatch            |
| 294695        | 2008 AP137             | 10 de gener de 2008  | Mount Lemmon         | Mt. Lemmon Survey     |
| 294696        | 2008 BS                | 16 de gener de 2008  | Mount Lemmon         | Mt. Lemmon Survey     |
| 294697        | 2008 BT1               | 16 de gener de 2008  | Kitt Peak            | Spacewatch            |
| 294698        | 2008 BJ2               | 18 de gener de 2008  | Pla D'Arguines       | R. Ferrando           |
| 294699        | 2008 BT3               | 16 de gener de 2008  | Kitt Peak            | Spacewatch            |
| 294700        | 2008 BH4               | 16 de gener de 2008  | Kitt Peak            | Spacewatch            |

## 294701-294800
| Nom                  | Designació provisional | Data de descobriment | Lloc de descobriment | Descobridor/s         |
| -------------------- | ---------------------- | -------------------- | -------------------- | --------------------- |
| 294701               | 2008 BG6               | 16 de gener de 2008  | Kitt Peak            | Spacewatch            |
| 294702               | 2008 BR7               | 16 de gener de 2008  | Mount Lemmon         | Mt. Lemmon Survey     |
| 294703               | 2008 BA8               | 16 de gener de 2008  | Kitt Peak            | Spacewatch            |
| 294704               | 2008 BJ8               | 16 de gener de 2008  | Kitt Peak            | Spacewatch            |
| 294705               | 2008 BY14              | 29 de gener de 2008  | Wildberg             | R. Apitzsch           |
| 294706               | 2008 BS15              | 28 de gener de 2008  | Lulin                | LUSS                  |
| 294707               | 2008 BU16              | 29 de gener de 2008  | La Sagra             | La Sagra              |
| 294708               | 2008 BZ18              | 29 de gener de 2008  | La Sagra             | La Sagra              |
| 294709               | 2008 BR19              | 30 de gener de 2008  | Kitt Peak            | Spacewatch            |
| 294710               | 2008 BC21              | 30 de gener de 2008  | Mount Lemmon         | Mt. Lemmon Survey     |
| 294711               | 2008 BG21              | 30 de gener de 2008  | Mount Lemmon         | Mt. Lemmon Survey     |
| 294712               | 2008 BU21              | 30 de gener de 2008  | Mount Lemmon         | Mt. Lemmon Survey     |
| 294713               | 2008 BQ22              | 31 de gener de 2008  | Mount Lemmon         | Mt. Lemmon Survey     |
| 294714               | 2008 BP23              | 31 de gener de 2008  | Mount Lemmon         | Mt. Lemmon Survey     |
| 294715               | 2008 BZ25              | 30 de gener de 2008  | Kitt Peak            | Spacewatch            |
| 294716               | 2008 BU27              | 30 de gener de 2008  | Catalina             | CSS                   |
| 294717               | 2008 BJ31              | 30 de gener de 2008  | Mount Lemmon         | Mt. Lemmon Survey     |
| 294718               | 2008 BM31              | 30 de gener de 2008  | Mount Lemmon         | Mt. Lemmon Survey     |
| 294719               | 2008 BB32              | 30 de gener de 2008  | Mount Lemmon         | Mt. Lemmon Survey     |
| 294720               | 2008 BN32              | 30 de gener de 2008  | Catalina             | CSS                   |
| 294721               | 2008 BX34              | 30 de gener de 2008  | Mount Lemmon         | Mt. Lemmon Survey     |
| 294722               | 2008 BC36              | 30 de gener de 2008  | Kitt Peak            | Spacewatch            |
| 294723               | 2008 BR37              | 31 de gener de 2008  | Catalina             | CSS                   |
| 294724               | 2008 BJ38              | 31 de gener de 2008  | Mount Lemmon         | Mt. Lemmon Survey     |
| 294725               | 2008 BV40              | 30 de gener de 2008  | La Sagra             | La Sagra              |
| 294726               | 2008 BX40              | 29 de gener de 2008  | La Sagra             | La Sagra              |
| 294727 Dennisritchie | 2008 BV41              | 31 de gener de 2008  | Vail-Jarnac          | T. Glinos, D. H. Levy |
| 294728               | 2008 BY41              | 31 de gener de 2008  | Catalina             | CSS                   |
| 294729               | 2008 BR46              | 30 de gener de 2008  | Mount Lemmon         | Mt. Lemmon Survey     |
| 294730               | 2008 BX46              | 30 de gener de 2008  | Kitt Peak            | Spacewatch            |
| 294731               | 2008 BL47              | 30 de gener de 2008  | Mount Lemmon         | Mt. Lemmon Survey     |
| 294732               | 2008 BM47              | 30 de gener de 2008  | Mount Lemmon         | Mt. Lemmon Survey     |
| 294733               | 2008 BS47              | 19 de gener de 2008  | Kitt Peak            | Spacewatch            |
| 294734               | 2008 BK48              | 18 de gener de 2008  | Mount Lemmon         | Mt. Lemmon Survey     |
| 294735               | 2008 BX48              | 30 de gener de 2008  | Mount Lemmon         | Mt. Lemmon Survey     |
| 294736               | 2008 BA49              | 30 de gener de 2008  | Mount Lemmon         | Mt. Lemmon Survey     |
| 294737               | 2008 BB49              | 30 de gener de 2008  | Mount Lemmon         | Mt. Lemmon Survey     |
| 294738               | 2008 BB53              | 18 de gener de 2008  | Kitt Peak            | Spacewatch            |
| 294739               | 2008 CM                | 2 de febrer de 2008  | Catalina             | CSS                   |
| 294740               | 2008 CO1               | 2 de febrer de 2008  | Kitami               | K. Endate             |
| 294741               | 2008 CX1               | 2 de febrer de 2008  | Junk Bond            | D. Healy              |
| 294742               | 2008 CV2               | 1 de febrer de 2008  | Mount Lemmon         | Mt. Lemmon Survey     |
| 294743               | 2008 CZ3               | 2 de febrer de 2008  | Mount Lemmon         | Mt. Lemmon Survey     |
| 294744               | 2008 CW4               | 3 de febrer de 2008  | Socorro              | LINEAR                |
| 294745               | 2008 CG5               | 2 de febrer de 2008  | Mount Lemmon         | Mt. Lemmon Survey     |
| 294746               | 2008 CJ8               | 2 de febrer de 2008  | Kitt Peak            | Spacewatch            |
| 294747               | 2008 CF9               | 2 de febrer de 2008  | Mount Lemmon         | Mt. Lemmon Survey     |
| 294748               | 2008 CR11              | 3 de febrer de 2008  | Kitt Peak            | Spacewatch            |
| 294749               | 2008 CM12              | 3 de febrer de 2008  | Kitt Peak            | Spacewatch            |
| 294750               | 2008 CQ12              | 3 de febrer de 2008  | Kitt Peak            | Spacewatch            |
| 294751               | 2008 CQ13              | 3 de febrer de 2008  | Kitt Peak            | Spacewatch            |
| 294752               | 2008 CS13              | 3 de febrer de 2008  | Kitt Peak            | Spacewatch            |
| 294753               | 2008 CP16              | 3 de febrer de 2008  | Kitt Peak            | Spacewatch            |
| 294754               | 2008 CE17              | 3 de febrer de 2008  | Kitt Peak            | Spacewatch            |
| 294755               | 2008 CM17              | 3 de febrer de 2008  | Kitt Peak            | Spacewatch            |
| 294756               | 2008 CR17              | 3 de febrer de 2008  | Kitt Peak            | Spacewatch            |
| 294757               | 2008 CQ19              | 6 de febrer de 2008  | Anderson Mesa        | LONEOS                |
| 294758               | 2008 CU20              | 7 de febrer de 2008  | Socorro              | LINEAR                |
| 294759               | 2008 CG24              | 1 de febrer de 2008  | Kitt Peak            | Spacewatch            |
| 294760               | 2008 CS24              | 1 de febrer de 2008  | Kitt Peak            | Spacewatch            |
| 294761               | 2008 CR25              | 1 de febrer de 2008  | Kitt Peak            | Spacewatch            |
| 294762               | 2008 CA26              | 2 de febrer de 2008  | Kitt Peak            | Spacewatch            |
| 294763               | 2008 CW27              | 2 de febrer de 2008  | Kitt Peak            | Spacewatch            |
| 294764               | 2008 CX29              | 2 de febrer de 2008  | Kitt Peak            | Spacewatch            |
| 294765               | 2008 CP31              | 2 de febrer de 2008  | Kitt Peak            | Spacewatch            |
| 294766               | 2008 CA32              | 2 de febrer de 2008  | Kitt Peak            | Spacewatch            |
| 294767               | 2008 CC32              | 2 de febrer de 2008  | Kitt Peak            | Spacewatch            |
| 294768               | 2008 CK32              | 2 de febrer de 2008  | Kitt Peak            | Spacewatch            |
| 294769               | 2008 CX32              | 2 de febrer de 2008  | Kitt Peak            | Spacewatch            |
| 294770               | 2008 CC33              | 2 de febrer de 2008  | Kitt Peak            | Spacewatch            |
| 294771               | 2008 CT33              | 2 de febrer de 2008  | Kitt Peak            | Spacewatch            |
| 294772               | 2008 CF35              | 2 de febrer de 2008  | Kitt Peak            | Spacewatch            |
| 294773               | 2008 CV35              | 2 de febrer de 2008  | Kitt Peak            | Spacewatch            |
| 294774               | 2008 CJ36              | 2 de febrer de 2008  | Kitt Peak            | Spacewatch            |
| 294775               | 2008 CU40              | 2 de febrer de 2008  | Kitt Peak            | Spacewatch            |
| 294776               | 2008 CZ41              | 2 de febrer de 2008  | Kitt Peak            | Spacewatch            |
| 294777               | 2008 CA42              | 2 de febrer de 2008  | Kitt Peak            | Spacewatch            |
| 294778               | 2008 CL42              | 2 de febrer de 2008  | Kitt Peak            | Spacewatch            |
| 294779               | 2008 CW46              | 2 de febrer de 2008  | Kitt Peak            | Spacewatch            |
| 294780               | 2008 CQ48              | 3 de febrer de 2008  | Kitt Peak            | Spacewatch            |
| 294781               | 2008 CZ48              | 6 de febrer de 2008  | Catalina             | CSS                   |
| 294782               | 2008 CH49              | 6 de febrer de 2008  | Anderson Mesa        | LONEOS                |
| 294783               | 2008 CJ49              | 6 de febrer de 2008  | Catalina             | CSS                   |
| 294784               | 2008 CD50              | 6 de febrer de 2008  | Catalina             | CSS                   |
| 294785               | 2008 CF50              | 6 de febrer de 2008  | Catalina             | CSS                   |
| 294786               | 2008 CT50              | 6 de febrer de 2008  | Kanab                | E. Sheridan           |
| 294787               | 2008 CR51              | 7 de febrer de 2008  | Kitt Peak            | Spacewatch            |
| 294788               | 2008 CO61              | 7 de febrer de 2008  | Kitt Peak            | Spacewatch            |
| 294789               | 2008 CY61              | 7 de febrer de 2008  | Mount Lemmon         | Mt. Lemmon Survey     |
| 294790               | 2008 CS63              | 8 de febrer de 2008  | Mount Lemmon         | Mt. Lemmon Survey     |
| 294791               | 2008 CE64              | 8 de febrer de 2008  | Mount Lemmon         | Mt. Lemmon Survey     |
| 294792               | 2008 CW66              | 8 de febrer de 2008  | Catalina             | CSS                   |
| 294793               | 2008 CX70              | 10 de febrer de 2008 | Desert Moon          | B. L. Stevens         |
| 294794               | 2008 CJ71              | 3 de febrer de 2008  | Socorro              | LINEAR                |
| 294795               | 2008 CW71              | 9 de febrer de 2008  | Catalina             | CSS                   |
| 294796               | 2008 CB72              | 9 de febrer de 2008  | Socorro              | LINEAR                |
| 294797               | 2008 CC74              | 9 de febrer de 2008  | Catalina             | CSS                   |
| 294798               | 2008 CD74              | 9 de febrer de 2008  | Catalina             | CSS                   |
| 294799               | 2008 CR76              | 6 de febrer de 2008  | Catalina             | CSS                   |
| 294800               | 2008 CS77              | 6 de febrer de 2008  | Catalina             | CSS                   |

## 294801-294900
| Nom    | Designació provisional | Data de descobriment   | Lloc de descobriment | Descobridor/s     |
| ------ | ---------------------- | ---------------------- | -------------------- | ----------------- |
| 294801 | 2008 CV80              | 7 de febrer de 2008    | Kitt Peak            | Spacewatch        |
| 294802 | 2008 CY82              | 7 de febrer de 2008    | Kitt Peak            | Spacewatch        |
| 294803 | 2008 CV86              | 7 de febrer de 2008    | Mount Lemmon         | Mt. Lemmon Survey |
| 294804 | 2008 CN88              | 7 de febrer de 2008    | Mount Lemmon         | Mt. Lemmon Survey |
| 294805 | 2008 CR88              | 7 de febrer de 2008    | Mount Lemmon         | Mt. Lemmon Survey |
| 294806 | 2008 CX88              | 7 de febrer de 2008    | Mount Lemmon         | Mt. Lemmon Survey |
| 294807 | 2008 CW89              | 8 de febrer de 2008    | Kitt Peak            | Spacewatch        |
| 294808 | 2008 CV93              | 8 de febrer de 2008    | Mount Lemmon         | Mt. Lemmon Survey |
| 294809 | 2008 CT94              | 8 de febrer de 2008    | Mount Lemmon         | Mt. Lemmon Survey |
| 294810 | 2008 CF95              | 8 de febrer de 2008    | Mount Lemmon         | Mt. Lemmon Survey |
| 294811 | 2008 CF103             | 9 de febrer de 2008    | Kitt Peak            | Spacewatch        |
| 294812 | 2008 CK108             | 9 de febrer de 2008    | Catalina             | CSS               |
| 294813 | 2008 CK109             | 9 de febrer de 2008    | Kitt Peak            | Spacewatch        |
| 294814 | 2008 CJ117             | 11 de febrer de 2008   | Andrushivka          | Andrushivka       |
| 294815 | 2008 CQ118             | 19 de novembre de 2003 | Kitt Peak            | Spacewatch        |
| 294816 | 2008 CT119             | 14 de febrer de 2008   | Grove Creek          | F. Tozzi          |
| 294817 | 2008 CS120             | 6 de febrer de 2008    | Catalina             | CSS               |
| 294818 | 2008 CF121             | 7 de febrer de 2008    | Kitt Peak            | Spacewatch        |
| 294819 | 2008 CC123             | 7 de febrer de 2008    | Mount Lemmon         | Mt. Lemmon Survey |
| 294820 | 2008 CS125             | 8 de febrer de 2008    | Mount Lemmon         | Mt. Lemmon Survey |
| 294821 | 2008 CU126             | 8 de febrer de 2008    | Kitt Peak            | Spacewatch        |
| 294822 | 2008 CK127             | 8 de febrer de 2008    | Kitt Peak            | Spacewatch        |
| 294823 | 2008 CA136             | 8 de febrer de 2008    | Kitt Peak            | Spacewatch        |
| 294824 | 2008 CH137             | 8 de febrer de 2008    | Mount Lemmon         | Mt. Lemmon Survey |
| 294825 | 2008 CM137             | 8 de febrer de 2008    | Kitt Peak            | Spacewatch        |
| 294826 | 2008 CC140             | 8 de febrer de 2008    | Mount Lemmon         | Mt. Lemmon Survey |
| 294827 | 2008 CQ141             | 8 de febrer de 2008    | Kitt Peak            | Spacewatch        |
| 294828 | 2008 CC142             | 8 de febrer de 2008    | Kitt Peak            | Spacewatch        |
| 294829 | 2008 CM142             | 8 de febrer de 2008    | Kitt Peak            | Spacewatch        |
| 294830 | 2008 CV143             | 8 de febrer de 2008    | Kitt Peak            | Spacewatch        |
| 294831 | 2008 CW143             | 8 de febrer de 2008    | Kitt Peak            | Spacewatch        |
| 294832 | 2008 CB144             | 8 de febrer de 2008    | Kitt Peak            | Spacewatch        |
| 294833 | 2008 CW144             | 9 de febrer de 2008    | Kitt Peak            | Spacewatch        |
| 294834 | 2008 CC148             | 9 de febrer de 2008    | Kitt Peak            | Spacewatch        |
| 294835 | 2008 CE151             | 9 de febrer de 2008    | Kitt Peak            | Spacewatch        |
| 294836 | 2008 CM151             | 9 de febrer de 2008    | Kitt Peak            | Spacewatch        |
| 294837 | 2008 CV151             | 9 de febrer de 2008    | Kitt Peak            | Spacewatch        |
| 294838 | 2008 CG152             | 9 de febrer de 2008    | Kitt Peak            | Spacewatch        |
| 294839 | 2008 CK152             | 9 de febrer de 2008    | Kitt Peak            | Spacewatch        |
| 294840 | 2008 CH153             | 9 de febrer de 2008    | Kitt Peak            | Spacewatch        |
| 294841 | 2008 CP154             | 9 de febrer de 2008    | Mount Lemmon         | Mt. Lemmon Survey |
| 294842 | 2008 CD160             | 9 de febrer de 2008    | Kitt Peak            | Spacewatch        |
| 294843 | 2008 CZ162             | 10 de febrer de 2008   | Kitt Peak            | Spacewatch        |
| 294844 | 2008 CE163             | 10 de febrer de 2008   | Kitt Peak            | Spacewatch        |
| 294845 | 2008 CM165             | 10 de febrer de 2008   | Kitt Peak            | Spacewatch        |
| 294846 | 2008 CK167             | 11 de febrer de 2008   | Mount Lemmon         | Mt. Lemmon Survey |
| 294847 | 2008 CS167             | 11 de febrer de 2008   | Mount Lemmon         | Mt. Lemmon Survey |
| 294848 | 2008 CM170             | 12 de febrer de 2008   | Mount Lemmon         | Mt. Lemmon Survey |
| 294849 | 2008 CC174             | 13 de febrer de 2008   | Catalina             | CSS               |
| 294850 | 2008 CY176             | 9 de febrer de 2008    | Socorro              | LINEAR            |
| 294851 | 2008 CS178             | 6 de febrer de 2008    | Anderson Mesa        | LONEOS            |
| 294852 | 2008 CM182             | 11 de febrer de 2008   | Mount Lemmon         | Mt. Lemmon Survey |
| 294853 | 2008 CH183             | 11 de febrer de 2008   | Mount Lemmon         | Mt. Lemmon Survey |
| 294854 | 2008 CJ188             | 6 de febrer de 2008    | Catalina             | CSS               |
| 294855 | 2008 CD189             | 13 de febrer de 2008   | Catalina             | CSS               |
| 294856 | 2008 CB192             | 2 de febrer de 2008    | Kitt Peak            | Spacewatch        |
| 294857 | 2008 CC193             | 8 de febrer de 2008    | Kitt Peak            | Spacewatch        |
| 294858 | 2008 CO193             | 7 de febrer de 2008    | Mount Lemmon         | Mt. Lemmon Survey |
| 294859 | 2008 CQ193             | 7 de febrer de 2008    | Mount Lemmon         | Mt. Lemmon Survey |
| 294860 | 2008 CP194             | 11 de febrer de 2008   | Mount Lemmon         | Mt. Lemmon Survey |
| 294861 | 2008 CL195             | 1 de febrer de 2008    | Kitt Peak            | Spacewatch        |
| 294862 | 2008 CH196             | 13 de febrer de 2008   | Mount Lemmon         | Mt. Lemmon Survey |
| 294863 | 2008 CL197             | 8 de febrer de 2008    | Kitt Peak            | Spacewatch        |
| 294864 | 2008 CU197             | 10 de febrer de 2008   | Kitt Peak            | Spacewatch        |
| 294865 | 2008 CT198             | 12 de febrer de 2008   | Mount Lemmon         | Mt. Lemmon Survey |
| 294866 | 2008 CY199             | 13 de febrer de 2008   | Kitt Peak            | Spacewatch        |
| 294867 | 2008 CE200             | 10 de febrer de 2008   | Mount Lemmon         | Mt. Lemmon Survey |
| 294868 | 2008 CQ200             | 7 de febrer de 2008    | Kitt Peak            | Spacewatch        |
| 294869 | 2008 CL201             | 3 de febrer de 2008    | Catalina             | CSS               |
| 294870 | 2008 CM201             | 1 de febrer de 2008    | Kitt Peak            | Spacewatch        |
| 294871 | 2008 CN201             | 2 de febrer de 2008    | Kitt Peak            | Spacewatch        |
| 294872 | 2008 CZ201             | 13 de febrer de 2008   | Mount Lemmon         | Mt. Lemmon Survey |
| 294873 | 2008 CA203             | 9 de febrer de 2008    | Kitt Peak            | Spacewatch        |
| 294874 | 2008 CH203             | 10 de febrer de 2008   | Mount Lemmon         | Mt. Lemmon Survey |
| 294875 | 2008 CK204             | 13 de febrer de 2008   | Mount Lemmon         | Mt. Lemmon Survey |
| 294876 | 2008 CQ205             | 1 de febrer de 2008    | Kitt Peak            | Spacewatch        |
| 294877 | 2008 CB209             | 1 de febrer de 2008    | Socorro              | LINEAR            |
| 294878 | 2008 CP211             | 6 de febrer de 2008    | Catalina             | CSS               |
| 294879 | 2008 CX212             | 9 de febrer de 2008    | Socorro              | LINEAR            |
| 294880 | 2008 CO213             | 9 de febrer de 2008    | Kitt Peak            | Spacewatch        |
| 294881 | 2008 CY213             | 10 de febrer de 2008   | Mount Lemmon         | Mt. Lemmon Survey |
| 294882 | 2008 CA215             | 12 de febrer de 2008   | Kitt Peak            | Spacewatch        |
| 294883 | 2008 DG2               | 24 de febrer de 2008   | Kitt Peak            | Spacewatch        |
| 294884 | 2008 DX2               | 24 de febrer de 2008   | Kitt Peak            | Spacewatch        |
| 294885 | 2008 DO3               | 24 de febrer de 2008   | Kitt Peak            | Spacewatch        |
| 294886 | 2008 DV7               | 24 de febrer de 2008   | Mount Lemmon         | Mt. Lemmon Survey |
| 294887 | 2008 DA8               | 24 de febrer de 2008   | Mount Lemmon         | Mt. Lemmon Survey |
| 294888 | 2008 DJ8               | 24 de febrer de 2008   | Mount Lemmon         | Mt. Lemmon Survey |
| 294889 | 2008 DN8               | 24 de febrer de 2008   | Kitt Peak            | Spacewatch        |
| 294890 | 2008 DO8               | 24 de febrer de 2008   | Kitt Peak            | Spacewatch        |
| 294891 | 2008 DP9               | 25 de febrer de 2008   | Kitt Peak            | Spacewatch        |
| 294892 | 2008 DC12              | 26 de febrer de 2008   | Kitt Peak            | Spacewatch        |
| 294893 | 2008 DG15              | 26 de febrer de 2008   | Mount Lemmon         | Mt. Lemmon Survey |
| 294894 | 2008 DK15              | 26 de febrer de 2008   | Mount Lemmon         | Mt. Lemmon Survey |
| 294895 | 2008 DB18              | 26 de febrer de 2008   | Mount Lemmon         | Mt. Lemmon Survey |
| 294896 | 2008 DN18              | 26 de febrer de 2008   | Mount Lemmon         | Mt. Lemmon Survey |
| 294897 | 2008 DK19              | 27 de febrer de 2008   | Kitt Peak            | Spacewatch        |
| 294898 | 2008 DT19              | 27 de febrer de 2008   | Mount Lemmon         | Mt. Lemmon Survey |
| 294899 | 2008 DW19              | 27 de febrer de 2008   | Lulin                | LUSS              |
| 294900 | 2008 DJ21              | 28 de febrer de 2008   | Mount Lemmon         | Mt. Lemmon Survey |

## 294901-295000
| Nom    | Designació provisional | Data de descobriment | Lloc de descobriment | Descobridor/s     |
| ------ | ---------------------- | -------------------- | -------------------- | ----------------- |
| 294901 | 2008 DJ23              | 29 de febrer de 2008 | La Sagra             | La Sagra          |
| 294902 | 2008 DQ23              | 24 de febrer de 2008 | Kitt Peak            | Spacewatch        |
| 294903 | 2008 DK24              | 28 de febrer de 2008 | Mount Lemmon         | Mt. Lemmon Survey |
| 294904 | 2008 DP26              | 28 de febrer de 2008 | Kitt Peak            | Spacewatch        |
| 294905 | 2008 DW26              | 28 de febrer de 2008 | Kitt Peak            | Spacewatch        |
| 294906 | 2008 DH27              | 29 de febrer de 2008 | Mount Lemmon         | Mt. Lemmon Survey |
| 294907 | 2008 DN27              | 28 de febrer de 2008 | Socorro              | LINEAR            |
| 294908 | 2008 DO27              | 27 de febrer de 2008 | Mount Lemmon         | Mt. Lemmon Survey |
| 294909 | 2008 DB28              | 24 de febrer de 2008 | Kitt Peak            | Spacewatch        |
| 294910 | 2008 DN28              | 26 de febrer de 2008 | Kitt Peak            | Spacewatch        |
| 294911 | 2008 DD29              | 26 de febrer de 2008 | Kitt Peak            | Spacewatch        |
| 294912 | 2008 DF30              | 26 de febrer de 2008 | Kitt Peak            | Spacewatch        |
| 294913 | 2008 DB34              | 27 de febrer de 2008 | Kitt Peak            | Spacewatch        |
| 294914 | 2008 DF34              | 27 de febrer de 2008 | Kitt Peak            | Spacewatch        |
| 294915 | 2008 DB35              | 27 de febrer de 2008 | Kitt Peak            | Spacewatch        |
| 294916 | 2008 DD35              | 27 de febrer de 2008 | Kitt Peak            | Spacewatch        |
| 294917 | 2008 DK35              | 24 d'agost de 2005   | Palomar              | NEAT              |
| 294918 | 2008 DR35              | 27 de febrer de 2008 | Kitt Peak            | Spacewatch        |
| 294919 | 2008 DV35              | 27 de febrer de 2008 | Mount Lemmon         | Mt. Lemmon Survey |
| 294920 | 2008 DD37              | 27 de febrer de 2008 | Kitt Peak            | Spacewatch        |
| 294921 | 2008 DU37              | 27 de febrer de 2008 | Mount Lemmon         | Mt. Lemmon Survey |
| 294922 | 2008 DV37              | 27 de febrer de 2008 | Mount Lemmon         | Mt. Lemmon Survey |
| 294923 | 2008 DQ38              | 27 de febrer de 2008 | Kitt Peak            | Spacewatch        |
| 294924 | 2008 DA39              | 27 de febrer de 2008 | Mount Lemmon         | Mt. Lemmon Survey |
| 294925 | 2008 DC39              | 27 de febrer de 2008 | Mount Lemmon         | Mt. Lemmon Survey |
| 294926 | 2008 DU39              | 27 de febrer de 2008 | Mount Lemmon         | Mt. Lemmon Survey |
| 294927 | 2008 DC40              | 27 de febrer de 2008 | Mount Lemmon         | Mt. Lemmon Survey |
| 294928 | 2008 DQ40              | 27 de febrer de 2008 | Kitt Peak            | Spacewatch        |
| 294929 | 2008 DM45              | 28 de febrer de 2008 | Kitt Peak            | Spacewatch        |
| 294930 | 2008 DM47              | 28 de febrer de 2008 | Kitt Peak            | Spacewatch        |
| 294931 | 2008 DD48              | 28 de febrer de 2008 | Mount Lemmon         | Mt. Lemmon Survey |
| 294932 | 2008 DE48              | 28 de febrer de 2008 | Mount Lemmon         | Mt. Lemmon Survey |
| 294933 | 2008 DB49              | 29 de febrer de 2008 | Catalina             | CSS               |
| 294934 | 2008 DM50              | 29 de febrer de 2008 | Catalina             | CSS               |
| 294935 | 2008 DW52              | 29 de febrer de 2008 | Mount Lemmon         | Mt. Lemmon Survey |
| 294936 | 2008 DA54              | 29 de febrer de 2008 | Mount Lemmon         | Mt. Lemmon Survey |
| 294937 | 2008 DO54              | 27 de febrer de 2008 | Catalina             | CSS               |
| 294938 | 2008 DY54              | 29 de febrer de 2008 | Catalina             | CSS               |
| 294939 | 2008 DM55              | 26 de febrer de 2008 | Mount Lemmon         | Mt. Lemmon Survey |
| 294940 | 2008 DZ56              | 27 de febrer de 2008 | Catalina             | CSS               |
| 294941 | 2008 DW57              | 28 de febrer de 2008 | Catalina             | CSS               |
| 294942 | 2008 DM59              | 27 de febrer de 2008 | Mount Lemmon         | Mt. Lemmon Survey |
| 294943 | 2008 DB62              | 28 de febrer de 2008 | Kitt Peak            | Spacewatch        |
| 294944 | 2008 DV64              | 28 de febrer de 2008 | Mount Lemmon         | Mt. Lemmon Survey |
| 294945 | 2008 DV66              | 29 de febrer de 2008 | Kitt Peak            | Spacewatch        |
| 294946 | 2008 DL68              | 29 de febrer de 2008 | Kitt Peak            | Spacewatch        |
| 294947 | 2008 DO68              | 29 de febrer de 2008 | Kitt Peak            | Spacewatch        |
| 294948 | 2008 DM69              | 29 de febrer de 2008 | Kitt Peak            | Spacewatch        |
| 294949 | 2008 DO69              | 29 de febrer de 2008 | Kitt Peak            | Spacewatch        |
| 294950 | 2008 DV69              | 29 de febrer de 2008 | Kitt Peak            | Spacewatch        |
| 294951 | 2008 DV70              | 28 de febrer de 2008 | Catalina             | CSS               |
| 294952 | 2008 DQ71              | 24 de febrer de 2008 | Kitt Peak            | Spacewatch        |
| 294953 | 2008 DU80              | 24 de febrer de 2008 | Mount Lemmon         | Mt. Lemmon Survey |
| 294954 | 2008 DU81              | 28 de febrer de 2008 | Kitt Peak            | Spacewatch        |
| 294955 | 2008 DR82              | 28 de febrer de 2008 | Kitt Peak            | Spacewatch        |
| 294956 | 2008 DB83              | 28 de febrer de 2008 | Mount Lemmon         | Mt. Lemmon Survey |
| 294957 | 2008 DT83              | 28 de febrer de 2008 | Mount Lemmon         | Mt. Lemmon Survey |
| 294958 | 2008 DO84              | 28 de febrer de 2008 | Kitt Peak            | Spacewatch        |
| 294959 | 2008 DG85              | 29 de febrer de 2008 | Kitt Peak            | Spacewatch        |
| 294960 | 2008 DT85              | 28 de febrer de 2008 | Mount Lemmon         | Mt. Lemmon Survey |
| 294961 | 2008 DZ85              | 27 de febrer de 2008 | Kitt Peak            | Spacewatch        |
| 294962 | 2008 DR86              | 28 de febrer de 2008 | Mount Lemmon         | Mt. Lemmon Survey |
| 294963 | 2008 DV86              | 28 de febrer de 2008 | Kitt Peak            | Spacewatch        |
| 294964 | 2008 DT87              | 27 de febrer de 2008 | Mount Lemmon         | Mt. Lemmon Survey |
| 294965 | 2008 DS88              | 27 de febrer de 2008 | Mount Lemmon         | Mt. Lemmon Survey |
| 294966 | 2008 EU                | 2 de març de 2008    | Grove Creek          | F. Tozzi          |
| 294967 | 2008 EJ3               | 1 de març de 2008    | Mount Lemmon         | Mt. Lemmon Survey |
| 294968 | 2008 EK3               | 1 de març de 2008    | Mount Lemmon         | Mt. Lemmon Survey |
| 294969 | 2008 EO5               | 1 de juliol de 2005  | Kitt Peak            | Spacewatch        |
| 294970 | 2008 EQ5               | 2 de març de 2008    | Kitt Peak            | Spacewatch        |
| 294971 | 2008 ER5               | 2 de març de 2008    | Kitt Peak            | Spacewatch        |
| 294972 | 2008 EK6               | 3 de març de 2008    | Catalina             | CSS               |
| 294973 | 2008 EU6               | 3 de març de 2008    | Dauban               | F. Kugel          |
| 294974 | 2008 EX10              | 1 de març de 2008    | Kitt Peak            | Spacewatch        |
| 294975 | 2008 EB13              | 1 de març de 2008    | Kitt Peak            | Spacewatch        |
| 294976 | 2008 EJ14              | 1 de març de 2008    | Kitt Peak            | Spacewatch        |
| 294977 | 2008 EF15              | 1 de març de 2008    | Kitt Peak            | Spacewatch        |
| 294978 | 2008 EN15              | 1 de març de 2008    | Kitt Peak            | Spacewatch        |
| 294979 | 2008 EU15              | 1 de març de 2008    | Kitt Peak            | Spacewatch        |
| 294980 | 2008 EC16              | 1 de març de 2008    | Kitt Peak            | Spacewatch        |
| 294981 | 2008 ED16              | 1 de març de 2008    | Kitt Peak            | Spacewatch        |
| 294982 | 2008 EL16              | 1 de març de 2008    | Kitt Peak            | Spacewatch        |
| 294983 | 2008 ES16              | 1 de març de 2008    | Kitt Peak            | Spacewatch        |
| 294984 | 2008 EH17              | 1 de març de 2008    | Kitt Peak            | Spacewatch        |
| 294985 | 2008 EX19              | 2 de març de 2008    | Kitt Peak            | Spacewatch        |
| 294986 | 2008 EG20              | 2 de març de 2008    | Kitt Peak            | Spacewatch        |
| 294987 | 2008 EK20              | 2 de març de 2008    | Kitt Peak            | Spacewatch        |
| 294988 | 2008 ES20              | 2 de març de 2008    | Kitt Peak            | Spacewatch        |
| 294989 | 2008 EB21              | 2 de març de 2008    | Kitt Peak            | Spacewatch        |
| 294990 | 2008 EJ21              | 2 de març de 2008    | Mount Lemmon         | Mt. Lemmon Survey |
| 294991 | 2008 EN22              | 3 de març de 2008    | Catalina             | CSS               |
| 294992 | 2008 EB23              | 3 de març de 2008    | Catalina             | CSS               |
| 294993 | 2008 EW26              | 4 de març de 2008    | Catalina             | CSS               |
| 294994 | 2008 EZ27              | 4 de març de 2008    | Mount Lemmon         | Mt. Lemmon Survey |
| 294995 | 2008 EN32              | 1 de març de 2008    | Kitt Peak            | Spacewatch        |
| 294996 | 2008 ES32              | 1 de març de 2008    | Kitt Peak            | Spacewatch        |
| 294997 | 2008 EA33              | 1 de març de 2008    | Kitt Peak            | Spacewatch        |
| 294998 | 2008 EN35              | 2 de març de 2008    | Mount Lemmon         | Mt. Lemmon Survey |
| 294999 | 2008 EW35              | 3 de març de 2008    | Kitt Peak            | Spacewatch        |
| 295000 | 2008 EQ36              | 3 de març de 2008    | Kitt Peak            | Spacewatch        |